# الغزو الإسرائيلي لسوريا (2024 – الآن)
الغزو الإسرائيلي لسوريا وأطلقت عليه إسرائيل اسم «سهم باشان» (بالعبرية: מבצע חץ הבשן)، هي عملية عسكرية جوية وبرية شنَّتها إسرائيل في يوم الأحد 8 ديسمبر 2024 بعد ساعات من سقوط بشار الأسد في سوريا، حيث توغَّلت إسرائيل داخل المنطقة العازلة والقنيطرة وجبل الشيخ، بذريعة إنشاء منطقة عازلة بين الأراضي السورية وهضبة الجولان السوري المحتلة من إسرائيل بالأصل، ويساندها سلاح الجو بشن غارات على مناطق متفرقة في سوريا. العملية هي المرة الأولى منذ 50 عامًا التي تعبر فيها القوات الإسرائيلية السياج الحدودي السوري، محتلة أراضي سورية جديدة، بعد اتفاقيات وقف إطلاق النار في 31 مايو 1974 في أعقاب حرب أكتوبر.
بعد سقوط نظام بشار الأسد وهروبه خلال معركة دمشق في فجر يوم الأحد 8 ديسمبر 2024، لم تمر سِوى ساعات قليلة حتى استغل الجيش الإسرائيلي الفوضى والفراغ الأمني نتيجة الأحداث ووصول سلطة جديدة للحكم في سوريا، وانسحاب قوات النظام المخلوع من المناطق الحدودية، فبدأ بحملة قصف جوي مكثَّف وعنيف على مخازن أسلحة النظام السوري السابق، بالتزامن مع حملة اجتياح برِّي للمنطقة العازلة التي أُنشئت بموجب اتفاقية فك الاشتباك بين سوريا وإسرائيل المبرمة في يوم 31 مايو 1974، واحتلال مناطق من ريف القنيطرة وجبل الشيخ وعِدَّة مناطق أخرى. وقد زعم جيش الاحتلال أنَّ هذه الحملة العسكرية هدفها منع وقوع هذه الأسلحة بيد ما وصفهم بـ"الإرهابيين"، مخترقًا بذلك كل القوانين الدولية وفي انتهاك واضح للسيادة السورية.
في 9 ديسمبر حدَّد وزير الدفاع الإسرائيلي يسرائيل كاتس أهدافًا عسكريةً للجيش، والتي تضمنت الاستيلاء الكامل على المنطقة العازلة والمواقع القريبة، وإقامة منطقة أمنية تمتد إلى ما وراء المنطقة العازلة الخالية من الأسلحة الثقيلة والبنية التحتية الإرهابية، ومنع تهريب الأسلحة الإيرانية إلى لبنان عبر سوريا.

## خلفية تاريخية

خريطة تُظهر الحدود بين سوريا وإسرائيل بعد اتفاقية فك الاشتباك سنة 1974

منذ حرب 1967، احتلت إسرائيل معظم هضبة الجولان. وبعد حرب أكتوبر سنة 1973، اتفقت إسرائيل وسوريا على فك الاشتباك وتركت هذه الاتفاقية بين حدود الدولتين أرضًا محرمةً تديرها الأمم المتحدة لمراقبة فض الاشتباك، ضمت إسرائيل المرتفعات من جانب واحد، وهي الخطوة التي أدانتها الأمم المتحدة باعتبارها غير قانونية بموجب القانون الدولي ولم تعترف بها أي دولة في العالم باستثناء الولايات المتحدة، التي اعترفت بالسيادة الإسرائيلية على الجولان سنة 2019. وخلال احتلال إسرائيل للجولان، روَّجت إسرائيل نشاط الاستيطان الإسرائيلي في مرتفعات الجولان.
في نوفمبر 2024، اتهمت الأمم المتحدة إسرائيل بانتهاكها اتفاقية فك الاشتباك سنة 1974 عبر أعمال هندسية تتعدى على المنطقة العازلة في هضبة الجولان. وذكرت قوة الأمم المتحدة لمراقبة فض الاشتباك أنها تواصلت مرارًا وتكرارًا مع الجيش الإسرائيلي للاحتجاج على البناء. وردت إسرائيل بأنها تعمل على بناء حاجز على الأراضي الإسرائيلية حصريًا من أجل إحباط غزو إرهابي محتمل وحماية أمن حدود إسرائيل، وأشارت إلى أن المسؤولين الإسرائيليين ومسؤولي الجيش الإسرائيلي يحافظون على الاتصال الوثيق مع مسؤولي الأمم المتحدة الذين هم على دراية بالتهديدات في المنطقة.
في ديسمبر 2024، شنت المعارضة السورية هجومًا كبيرًا على النظام السوري لبشار الأسد. وفي أعقاب سقوط نظام الأسد، أعرب وزير شؤون الشتات ومكافحة معاداة السامية الإسرائيلي عميحاي شيكلي عن قلقه للاضطرابات السياسية التي تعيشها قوات المعارضة للحكومة السورية، مدعيًا أن «معظم سوريا الآن تحت سيطرة القاعدة وداعش» وناشد إسرائيل لإعادة تحصين خطها الدفاعي في جبل الشيخ في هضبة الجولان على أساس حدود سنة 1974 لمنع الهجمات المحتملة من قبل النظام الجديد.

## خطة إسرائيل
في 9 ديسمبر، أصدر وزير الدفاع الإسرائيلي يسرائيل كاتس قرارًا بتحديد أهداف عسكرية ملموسة وشاملة في جنوب سوريا. وتلقَّى الجيش الإسرائيلي أربعة أهداف استراتيجية أساسية من وزير الدفاع لتنفيذها في الأمد القريب:
1. ضمان السيطرة الكاملة على المنطقة العازلة والمواقع الاستراتيجية القريبة الأخرى في سوريا.
2. إقامة منطقة أمنية تمتدُّ إلى ما وراء المنطقة العازلة، مع التركيز على إزالة كل الأسلحة الثقيلة والبنية التحتية الإرهابية التي يُمكن أن تُشكِّل تهديدًا لإسرائيل، وإقامة اتصال مع المجتمعات الدُّرزية المحلية والمجتمعات الإقليمية الأخرى.
3. منع إعادة إنشاء طرق تهريب الأسلحة الإيرانية إلى لبنان عبر الأراضي والمعابر الحدودية السورية.
4. مواصلة تدمير منظومات الأسلحة الثقيلة الاستراتيجية في جميع أنحاء سوريا، بما في ذلك شبكات الدفاع الجوي وأنظمة الصواريخ ومنشآت الدفاع الساحلية.

في 23 فبراير 2025، طالب رئيس الوزراء بنيامين نتياهو بنزع السلاح بالكامل في محافظات القنيطرة ودرعا والسويداء.

## الغزو

### الهجوم البري

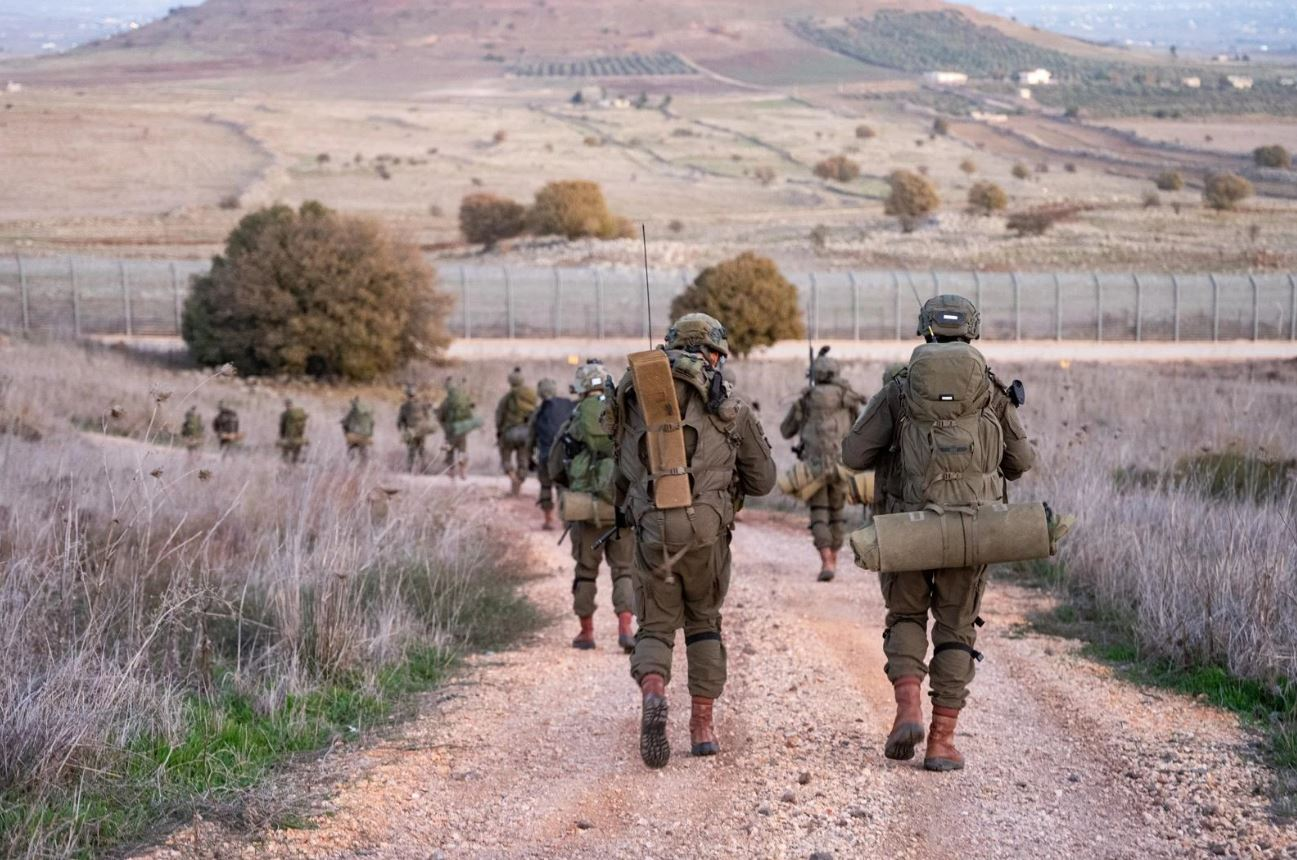
جنود إسرائيليون من اللواء 35 يعبرون السياج في هضبة الجولان شهر ديسمبر 2024

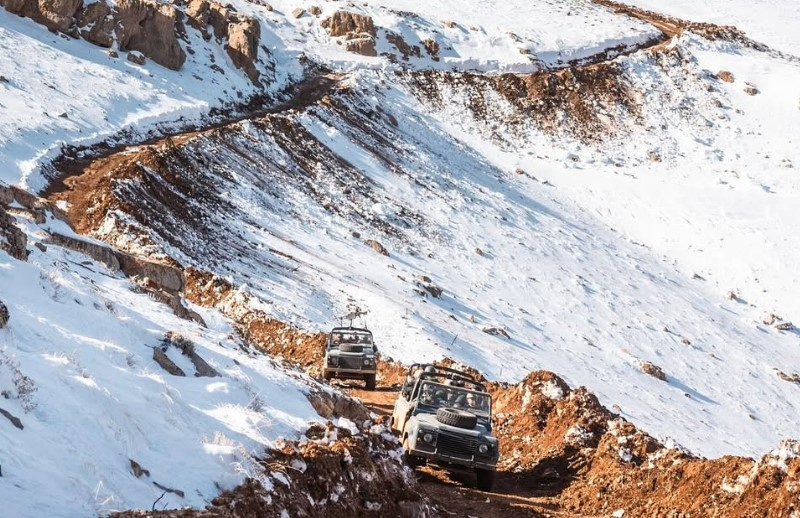
جنود من وحدة شلداغ على الجانب السوري من جبل الشيخ شهر ديسمبر 2024

أثناء تقدُّم قوات المعارضة السورية في الجنوب، عزَّزت إسرائيل الفرقة 210 ونشرت قوات إضافية في مرتفعات الجولان لمنع أي تهديدات محتملة. وعندما دخلت قوات المعارضة السورية قرية حضر، وَرَد أن الجيش الإسرائيلي تقدَّم إلى داخل مرتفعات الجولان لصدِّ هجوم على موقعٍ للأمم المتحدة في المنطقة.
في 8 ديسمبر 2024، أفادت إذاعة الجيش الإسرائيلي أن وحدات مدرعة إسرائيلية، بما في ذلك دبابات قتال رئيسية، عبرت السياج الحدودي القائم في مرتفعات الجولان خلال عمليات في الصباح الباكر. وذكرت إذاعة أن قوات الجيش الإسرائيلي والقيادة الشمالية بادرتا بالعملية من أجل تعزيز حدودها مع سوريا. امتدَّ التقدُّم العسكري الإسرائيلي إلى محافظة القنيطرة، حيث دخلت قوات كثيرة قرية خان أرنبة. وذكرت وسائل الإعلام السورية أن القوات الإسرائيلية تقدَّمت إلى وسط مدينة البعث. خلال التقدم الإسرائيلي إلى محافظة القنيطرة والجانب الذي تسيطر عليه وحدة شلداغ من جبل الشيخ في سوريا، أصدر بنيامين نتنياهو بيانًا قال فيه إن اتفاقية وقف إطلاق النار سنة 1974 انهارت عندما تخلت القوات المسلحة السورية عن مواقعهم في مرتفعات الجولان، وأن المنطقة ستُحتل مؤقَّتًا لضمان عدم تمركز أي قوة معادية بجوار حدود إسرائيل. وأثناء الاحتلال، أعلن المتحدث العسكري الإسرائيلي أفيخاي أدرعي عن حظر التجول في خمس قرى سورية؛ ومن ضمنها القنيطرة، وأمر سكان المدن الحدودية بالبقاء في الداخل حتى إشعارٍ آخر. وفي 8 ديسمبر ذكرت قناة العربية أن الجيش الإسرائيلي سيطر على تل الحارة.
في 10 ديسمبر، أفاد مراسلو الجزيرة وعنب بلدي بوجود دبابات إسرائيلية في عدة قرى سورية مثل بئر عجم. وعلى الرغم من الإبلاغ أيضًا عن وجود دبابات إسرائيلية حتى في قطنا، التي تبعد عن دمشق بمسافة 16 ميلًا، أصر متحدث عسكري إسرائيلي على أن «قوات الجيش الإسرائيلي لا تتقدم باتجاه دمشق. وهذا ليس شيئًا نقوم به حاليًا أو نسعى إليه بأي شكل من الأشكال» مع الاعتراف بأنه استُولِيَ على بضع نقاط إضافية خارج المنطقة العازلة. كما صرح وزير الدفاع الإسرائيلي يسرائيل كاتس أن إسرائيل تهدف إلى إنشاء منطقة دفاع معقمة في جنوب سوريا لمنع إنشاء وتنظيم الإرهاب في سوريا.
في 11 ديسمبر أعلنت الفرقة 210 الإسرائيلية استيلاءها على دبابات سورية في عمليات الأيام الأخيرة، قالت أنها لم تُستخدم مؤخرًا، كما صرحت بأن وحداتها أنهت عمليات في الجانب السوري من جبل الشيخ جرى خلالها الاستيلاء على مخبأ سلاح في موقع سابق للجيش السوري.
في 12 ديسمبر، نزح سكان حضر والحميدية وأم باطنة من منازلهم في محافظة القنيطرة بعد أمر إجباري من الجيش الإسرائيلي، وقامت القوات الإسرائيلية بتمشيط قرية أم باطنة بالكامل.
من 12 ديسمبر إلى 13 ديسمبر، أفادت مصادر سورية أن القوات الإسرائيلية عقدت اجتماعات رسمية مع ممثلي المجتمع المحلي في منطقة حوض اليرموك في جنوب غرب محافظة درعا، واستخدمت مكبرات الصوت وطائرة بدون طيار تحلق على ارتفاع منخفض لبث رسائل تحث على عقد اجتماعات وتلبية المتطلبات. وبحسب ما ورد، حدد الجيش الإسرائيلي متطلبات أمنية للسكان المحليين، بما في ذلك تسليم جميع الأسلحة في القرية، والامتثال لعمليات تفتيش المنازل، وحظر المقاومة المسلحة على أي عمليات عسكرية. كما زعمت مصادر سورية أن القوات الإسرائيلية استخدمت مكبرات الصوت لتحذير سكان المنطقة لإخلاء مساكنهم.
في 15 ديسمبر، أفادت قناة الجزيرة الإنجليزية على منصة يوتيوب أن الجيش الإسرائيلي حاول إخلاء عدة قرى سورية في الجزء المحتل من هضبة الجولان. وبعد رفض سكانها، بدأ الجيش بتدمير شبكات الكهرباء والمياه في القرى لمحاولة إخلائهم بالقوة. كما أعلنت الحكومة الإسرائيلية أنها ستوسع المستوطنات الإسرائيلية في الجولان.
في 17 ديسمبر، أفادت مصادر المرصد السوري لحقوق الإنسان بتوغل القوات الإسرائيلية في صيدا الجولان والمعرية في جنوب سوريا بحثًا عن الأسلحة والذخائر، بالإضافة إلى تفتيش المواطنين في المعرية. كما حاولت القوات الإسرائيلية التقدم نحو قرية عابدين، إلا أن الأهالي منعوها من دخول القرية. والتقى نتنياهو بوزير الدفاع يسرائيل كاتس ورئيس الأركان العامة هرتسي هليفي وقائد القيادة الشمالية أوري غوردين ورئيس جهاز الأمن العام رونين بار على الجانب السوري من جبل الشيخ، حيث عقدوا إحاطة أمنية وزاروا مواقع استيطانية في القمة. وخلال بيان مصور بالفيديو عن القمة، قال نتنياهو: «إن جيش الدفاع الإسرائيلي سيبقى في سوريا حتى التوصل إلى ترتيب آخر يضمن أمن إسرائيل». وأكدت الأمم المتحدة استمرار تواجد الجيش الإسرائيلي على طول المنطقة العازلة في مرتفعات الجولان، وتقدُّمه في أربعة مواقع في جبل الشيخ ورفعه للأعلام الإسرائيلية داخل منطقة الفصل، وذكرت أن قوات حفظ السلام أزالت الأعلام الإسرائيلية داخل المنطقة بعد احتجاج مسؤولي الأوندوف.
في 19 ديسمبر، ذكرت وكالة أسوشيتد برس أن سكان قريةٍ سورية يقولون إن القوات الإسرائيلية أقامت موقعًا في قاعدة عسكرية سورية مهجورة في قرية المعرية، ومنعت المزارعين من الوصول إلى حقولهم.
في 20 ديسمبر، شهدت منطقة حوض اليرموك بريف درعا مظاهرات شارك فيها عشرات الأهالي من بلدات المنطقة، تطالب بانسحاب القوات الإسرائيلية من المناطق التي احتلها، ووقف توغله داخل الأراضي السورية. وخلال المظاهرة، أُصيب شاب بجروح في قدميه نتيجة إطلاق نار مباشر من القوات الإسرائيلية المتمركزة في الثكنة.
في 21 ديسمبر، اعتقل الجيش الإسرائيلي شخصين في ريف القنيطرة جنوب سوريا بعد اقترابهما من نقطة تابعة لقوات الأمم المتحدة في قرية جبا. وذكر تلفزيون سوريا أن الجيش الإسرائيلي سحب دبابتين من الأراضي السورية بعد توغله في بلدة صيدا الحانوت.
في 22 ديسمبر، أكدت قناة العربية أن القوات الإسرائيلية أمهلت سكان مدينة البعث بالقنيطرة ساعتين لتسليم الأسلحة، مهددة باقتحام المدينة. ونشر موقع "تجمع أحرار حوران" تسجيلًا مرئيًّا يُظهر آليات عسكرية إسرائيلية تتجهز تمهيدًا لدخول مدينة البعث. أفاد مراسل تلفزيون سوريا بأن قوات الاحتلال الإسرائيلي بدأت تتوغل داخل مدينة البعث.
في 24 ديسمبر، وفقًا لقناة الحدث التابعة للعربية، أنذر الجيش الإسرائيلي أهالي قرية جباتا الخشب مهلة 48 ساعة لتسليم الأسلحة.
في 25 ديسمبر، رصد مراسل العربية توغل قوات إسرائيلية في قرية السويسة بريف القنيطرة، وأفادت الأنباء أن القوات الإسرائيلية أطلقت النار على المتظاهرين في القرية، ما أدى إلى إصابة عدد منهم. ورصد الجيش الإسرائيلي تجمعات في جنوبي سوريا لأشخاص اقتربوا من قواتهم فأطلقوا النار عليهم عقب تحذير بعدم الاقتراب.
في 30 ديسمبر، توغل الجيش الإسرائيلي مجددًا في مدينة البعث وأفاد تلفزيون سوريا أن القوات الإسرائيلية دخلت المدينة لتفتيش الأبنية الحكومية. أفادت مصادر مطلعة أن القوات طردت الموظفين من الدوائر الحكومية خلال التفتيش.
في 2 يناير 2025، سيطرت قوة إسرائيلية على سد المنطرة في محافظة القنيطرة في جنوب غرب سوريا.
في 8 يناير، توغل الجيش الإسرائيلي في ريف القنيطرة الجنوبي وشرع في عمليات تفتيش المزارع، وأفاد مراسل تلفزيون سوريا أن العمليات رافقتها دبابات ودخلت الدبابات إلى بلدات العشة وأبو غارة ومزرعة الحيران ونفَّذت عمليات تفتيش وتجريف للأراضي، وصرَّح أحد السكان المحليين، أن الجيش الإسرائيلي قطع الكهرباء وعبث بالأراضي الزراعية أثناء الاقتحام.
في 9 يناير، أفادت وسائل إعلام إسرائيلية أن إسرائيل تخطط لإقامة منطقة تحت سيطرتها بطول 15 كيلومتر (9.3 ميلًا) داخل الأراضي السورية، ومجال نفوذ استخباراتي يمتد لنحو 60 كيلومتر (37 ميلًا)، وقال مسؤولون إسرائيليون: «إن تل أبيب تحتاج للاحتفاظ بمنطقة سيطرة عازلة بعمق 15 كيلومترًا داخل الأراضي السورية، بهدف التأكد من أن حلفاء النظام الجديد والموالين له لن يتمكنوا من إطلاق صواريخ صوب هضبة الجولان»،
دخلت قوة إسرائيلية، في صباح 11 يناير، الجهة الغربية لقرية المعلقة في القنيطرة، وشقت الآليات الهندسية الإسرائيلية طريقًا إلى نقطة الدرعية العسكرية والمناطق المحيطة بها.
في 15 يناير، صرَّح الجيش الإسرائيلي إن قواته العاملة في جنوب سوريا منذ سقوط نظام الأسد استولت على أكثر من 3.300 سلاح وغنائم أخرى، ومن بين الأسلحة دباباتين و70 قنبلة يدوية و165 صاروخ وقذيفة و20 صاروخًا مضادًا للطائرات ونحو 1500 قذيفة صاروخية الدفع.
ذكر المرصد السوري لحقوق الإنسان، في 29 يناير أن القوات الإسرائيلية نقلت معدات ومنازل مسبقة الصنع إلى جبل الشيخ في ريف دمشق، كما جهزت مهبطًا للطيران المروحي في الموقع.
في 31 يناير وقع إطلاق نار في المنطقة العازلة، وأعلن الجيش الإسرائيلي أنه رد بإطلاق النار باتجاه الجهة التي رُصد منها إطلاق النار، مع عدم وقوع إصابات في صفوفه. تناقلت وسائل الإعلام منشورًا منسوبًا لتنظيم يدعو نفسه المقاومة الإسلامية في سوريا يعلن مسؤوليته عن استهداف القوات الإسرائيلية.
في 2 فبراير، انسحبت القوات الإسرائيلية من مبنى المحافظة ومبنى المحكمة بمحافظة القنيطرة، كما أجرت انسحابًا جزئيًّا من محيط سد المنطرة وبلدة القحطانية في ريف القنيطرة.
توغلت قوة إسرائيلية فجر 9 فبراير في محيط قرية عين النورية في ريف القنيطرة، ودمرت سرية عسكرية للقوات المسلحة السورية.
في 12 فبراير، اعتقلت قوة إسرائيلية من لواء إسكندروني عددًا من السوريين في بيت جن، جنوب سوريا، «للاشتباه في تورطهم في الإرهاب» وفق بيان إسرائيلي. أشارت الإخبارية السورية أن القوات الإسرائيلية قتلت شابًا واعتقلت سبعة آخرين إطار العملية.
في 2 يوليو، أعلن الجيش الإسرائيلي اعتقال 4 أشخاص  وصفهم بأنهم أعضاء «خلية إرهابية نشرتها إيران في جنوب سوريا».
وفقًا لمصادر سورية وإسرائيلية جرى إنزال جوي إسرائيلي من مروحيات على بلدة يعفور الواقعة على بعد 10 كيلومترات جنوب مركز العاصمة دمشق، في 4 يوليو.
في 7 يوليو، أعلن الجيش الإسرائيلي اعتقال ما أسماه «خلية من العناصر التي فعَّلها فيلق القدس الإيراني» في منطقة تل قدنة.
في 13 يوليو، أعلن الجيش الإسرائيلي أن قوات تابعة للواء الجبال 810 صادرت في الأسبوع الماضي 3 أطنان من الأسلحة تضم ألغامًا مضادة للدبابات وعشرات العبوات الناسفة والصواريخ من مقرات مركزية لقوات المغاوير في الجيش السوري السابق في جبل الشيخ.

### الهجوم الجوي

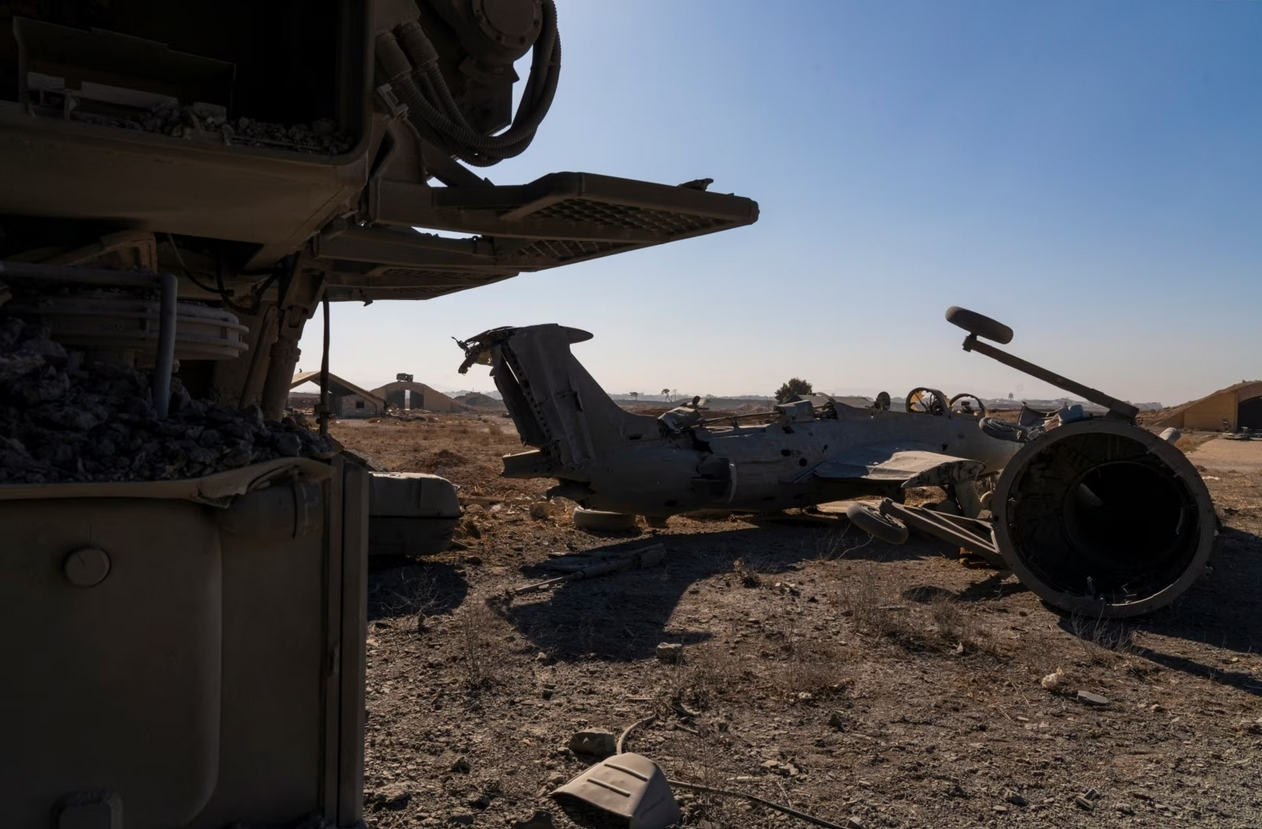
طائرة حربية مدمرة من غارات القوات الجوية الإسرائيلية في مطار المزة العسكري.

في 8 ديسمبر نفَّذت القوات الجوية عمليات مستهدفة على منشآت تخزين الأسلحة في جميع أنحاء جنوب سوريا لمنع وقوعها في أيدي قوات المعارضة السورية، والتي اعتبرتها إسرائيل تهديدات استراتيجية. وزَعَم المسؤولون الإسرائيليون أن أهداف العملية شملت مخزونات صغيرة من الأسلحة الكيميائية والبطاريات وخصوصًا غاز الخردل وأعصاب ومركبات صواريخ الدفاع الجوي روسية الصُّنْع ومخزونات صواريخ سكود. كما بدأت إسرائيل بقصف وغارات جوية على دمشق وأجزاء أخرى من جنوب سوريا. وفي وقتٍ لاحق، قصفت إسرائيل مطار المزة العسكري بشدَّة.
في الساعات الأولى من صباح 9 ديسمبر، شنَّت إسرائيل عدة غارات جوية على محافظتي درعا والسويداء. وأفادت المصادر أن إسرائيل ضربت القاعدة الجوية في شمال السويداء على الأقل بست غارات جوية، في حين استهدفت الغارات الأخرى مستودعات الذخيرة في نوى بريف درعا. وفي المساء ضرب الجيش الإسرائيلي مرفأ اللاذقية مستهدفًا البحرية السورية، بالإضافة إلى استهداف مركز مزعوم لإنتاج الأسلحة الكيماوية في برزة بغارتين جويتين. ذكرت إذاعة الجيش الإسرائيلي أن القوات الجوية الإسرائيلية هاجمت 250 هدفًا في سوريا حتى يوم 9 ديسمبر، كما ذكرت الإذاعة الإسرائيلية تدمير عشرات الطائرات الحربية السورية. وقال مسؤول إسرائيلي كبير: «إن الغارات الجوية ستستمر في الأيام المقبلة».
في صباح يوم 10 ديسمبر، كشفت الصور عن قوارب صواريخ غارقة من طراز أوسا في مرفأ اللاذقية بعد غارات إسرائيلية ليلية. وقد ضربت إسرائيل سوريا بـ 322 غارة جوية منذ سقوط نظام الأسد. أعلن الجيش الإسرائيلي أن قواته الجوية والبحرية نفذت أكثر من 480 غارة في سوريا في غضون 48 ساعة، مما أدى إلى تدمير ما يقدر بنحو 70–80% من الأسلحة الاستراتيجية السورية. وأضاف أن 15 سفينة بحرية دمرت في غارات على مينائي البيضا واللاذقية. ووصف مصدر أمني إسرائيلي كبير ذلك بأنها أكبر عملية جوية تنفذها قواتها الجوية في تاريخها. وزعم قائد سابق للمعارضة بأنهم يحتاجون لعقود من أجل إعادة بناء جيش سوريا الوطني.
في 15 ديسمبر، ذكرت وسائل الإعلام السورية إن غارات إسرائيلية جديدة استهدفت مواقع عسكرية قُرب العاصمة دمشق، وذكرت وكالة فرانس برس الفرنسية أن إسرائيل شنت أكثر من 60 غارة على سوريا خلال أقل من 5 ساعات. استمرت غارتها الجوية نحو 8 ساعات، واستهدفت أيضًا مستودعات الصواريخ كبيرة الحجم والذخيرة والقذائف التابعة لنظام الأسد في بلدة عين منين.
في 16 ديسمبر، قالت إذاعة الجيش الإسرائيلي: «إن المقاتلات الحربية قصفت الليلة الماضية مستودعًا كبيرًا للصواريخ والألغام والقذائف المضادة للدروع في طرطوس غربي سوريا». وُصفت بالأعنف على سوريا منذ سنة 2012، وخلفت ما لا يقل عن 36 مصابًا في صفوف المدنيين نتيجة الانفجارات المتتالية في مستودعات السلاح وانطلاق الصواريخ عشوائيًّا.
في 17 ديسمبر، شنَّت القوات الجوية الإسرائيلية غارة على مستودعات قُرب منطقة السيدة زينب في ريف دمشق ما أسفر عن انفجارات متتالية لمحتوياتها. كما نفذت القوات الجوية غارات على مستودعات المراح في منطقة جيرود.
في 29 ديسمبر، أفادت تقارير سورية بوقوع قتلى وجرحى قرب مدينة عدرا الصناعية بسبب وقوع انفجار لأحد مستودعات السلاح فيها، وتُرجِّح التقارير أن الانفجار ناجم عن استهداف جوي إسرائيلي. وذكرت غرفة عمليات ردع العدوان في تيليجرام أن حصيلة ضحايا الغارة الجوية في عدرا ارتفعت إلى 20 قتيلًا.
في 2 يناير 2025، شهد ريف دمشق الغربي انفجارات قوية إثر غارات إسرائيلية، وذكرت وسائل إعلام سورية أن القصف الإسرائيلي استهدف أيضًا تل الشحم العسكري، وذكرت وكالة سبوتنيك أن التلة تحتوي على مستودعات للذخيرة والأسلحة.
في 3 يناير، شهدت منطقة السفيرة سلسلة من الانفجارات إثر غارات جوية إسرائيلية، واستهدفت معامل الدفاع ومراكز البحوث العلمية في المنطقة. استُهدفت كتيبة الإشارة والصواريخ الواقعة قرب معامل الدفاع، في موقع يضم آليات عسكرية ورادارًا ومنصات صواريخ.
في 15 يناير، استهدفت القوات الجوية الإسرائيلية إدارة العمليات العسكرية في سوريا ببلدة غدير البستان، وأفادت وسائل الإعلام السورية بمقتل مختار البلدة عبدو الكومة وعنصرين من الأمن العام جرَّاء القصف. أفاد تلفزيون سوريا أن الطائرات الإسرائيلية حلَّقت تحليقًا مكثفًا في أجواء معظم بلدات محافظة درعا.
في 8 فبراير شنت إسرائيل غارة جوية على مستودع أسلحة، قالت أنه يعود لحركة حماس، في دير علي جنوب سوريا.
في مساء 11 فبراير، أعلن الجيش الإسرائيلي استهداف طائرات مسيرة إسرائيلية «وسائل قتالية تابعة للنظام السوري السابق» في سعسع جنوبي سوريا، ذكرت إذاعة الجيش أنها 3 دبابات كانت تبعد 20 كلم عن إسرائيل.
في 26 فبراير أعلن الجيش الإسرائيلي عن شن هجمات على مناطق في جنوب سوريا. استهدفت الطائرات الإسرائيلية بلدة جنوبي دمشق بالإضافة إلى مواقع في محافظة درعا الجنوبية، وذلك في ساعة متأخرة من مساء الثلاثاء.
في 4 مارس، شنت مقاتلات إسرائيلية غارات جوية على محيط مدينة طرطوس، غربي سوريا، دون تسجيل خسائر بشرية، حسبما أفادت وكالة الأنباء السورية.
في مساء 10 مارس، قصفت طائرات إسرائيلية مستودعات أسلحة ودبابات للجيش السوري تابعة للفوج 89 واللواء 12 في ريف درعا.
في 13 مارس، قصف الطيران الإسرائيلي مكتبًا لحركة الجهاد الإسلامي في دمشق، ما أدى لإصابة 3 مدنيين بجراح.
في 17 مارس، شنت إسرائيل غارات جوية على درعا أسفرت عن سقوط 3 قتلى. وفي 18 مارس، شُنت غارات جوية على منطقة خان أرنبة في الجنوب السوري، على ما قالت إسرائيل أنه «مدافع تشكل تهديدًا لدول إسرائيل».
في 20 مارس، نفذ الطيران الإسرائيلي ضربة على أهداف عسكرية للجيش السوري في تدمر وقاعدة تي-4 الجوية. عاود الطيران الإسيرائيلي قصف القاعدتين يوم 25 مارس.
في 27 مارس، شن الطيران الإسرائيلي غارة على محيط الميناء الأبيض في مدينة اللاذقية.
في 2 أبريل، ضرب الطيران الإسرائيلي مطار حماة العسكري بأكثر من 10 غارات، كما أغار على مطار تيفور في ريف حمص، ومحيط مبنى البحوث العلمية في دمشق.
في 30 أبريل، أعلن مكتب رئيس الوزراء الإسرائيلي تنفيذ ضربة جوية «تحذيرية»، ذكر بيان للجيش الإسرائيلي أنها كانت «ضد مجموعة متطرفة كانت تستعد لمهاجمة السكان الدروز في صحنايا بمحافظة دمشق».
في فجر 2 مايو، أغارت طائرات إسرائيلية بالقرب من القصر الرئاسي السوري. وفي مساء اليوم، شُنت غارات على ريف دمشق ومحافظتي اللاذقية وحماة؛ في ريف دمشق استُهدف الفوج 41؛ وضُربت كتيبة عسكرية في جبل الشعرة بريف دمشق.
ذكرت وكالة الأنباء السورية، في 30 مايو، أن مدنيًّا قتل في غارة إسرائيلية قرب قرية زاما بريف جبلة جنوبي اللاذقية.
ضرب الطيران الإسرائيلي تل الشعار وتل المال وتل المحص والفوج 175 في ليل 3 يونيو، بعد إطلاق صاروخي جراد باتجاه الجولان المحتل، وهو عمل تبنته جماعة مسلحة تعرف باسم كتائب الشهيد محمد الضيف.
في 14 يوليو، أعلن الجيش الإسرائيلي استهداف دبابات سورية في محافظة السويداء. وفقًا لوكالة الأنباء السورية شن الطيران الإسرائيلي ثلاث غارات، اثنين في بلدة المزرعة والثالثة في بلدة كناكر.
في 16 يوليو، شن الطيران الإسرائيلي غارات في العاصمة دمشق استهدفت مبنى وزارة الدفاع ورئاسة الأركان بالإضافة إلى موقع في محيط القصر الرئاسي السوري. أسفرت هذه الغارات عن مقتل 3 أشخاص وإصابة 34 آخرين. تزامن ذلك مع تصريح وزير الدفاع الإسرائيلي بأن إسرائيل ستواصل مهاجمة القوات التي هاجمت الدروز في السويداء حتى انسحاب هذه القوات (مقالة مفصلة اشتباكات جنوب سوريا (يوليو 2025)). في حديث موجه للإسرائيليين قال بنيامين نتنياهو إن وقف إطلاق النار في السويداء وتراجع القوات السورية إلى دمشق تحققا عن طريق القوة الإسرائيلية.
في 2 أغسطس، شن الطيران الإسرائيلي غارات جوية على أربع مواقع في جنوب سوريا.
في 8 أغسطس، ضربت طائرة مسيرة إسرائيلية مقرًّا لوزارة الداخلية السورية في مدينة السلام بمحافظة القنيطرة، لم يسفر الهجوم الجوي عن وقوع إصابات بشرية.

## التفاوض
تواترت تقارير إعلامية عن مفاوضات بين الجانبين السوري والإسرائيلي جرت في المناطق الحدودية بما فيها الأراضي الخاضعة لسيطرة إسرائيلية. تحدث وزير الإعلام السوري عن مفاوضات غير مباشرة حول اتفاقية فض الاشتباك لعام 1974. أما وزير خارجية إسرائيل، جدعون ساعر، فقد قال إنه سيكون من الإيجابي لمستقبل إسرائيل بقاء الجولان تحت السيطرة الإسرائيلية إذا توفرت فرصة لتوقيع اتفاق سلام.
في 24 يوليو 2025، عُقد لقاء في باريس بين وفدين سوري وإسرائيلي، ترأس الوفد السوري وزير الخارجية أسعد الشيباني وكان الوفد الإسرائيلي برئاسة وزير الشؤون الإستراتيجية رون ديرمر.

## ردود الفعل

### طرفا النزاع
- إسرائيل: زعمت الحكومة الإسرائيلية أن هذه عملية عسكرية مؤقتة،[إنج 25] وأن الولايات المتحدة أُخطرت قبل دخولها وأن «دولة إسرائيل لا تتدخل في الصراع الداخلي في سوريا».[إنج 26] في 10 ديسمبر، شبه رئيس الوزراء بنيامين نتنياهو إقدام إسرائيل على تدمير قدرات القوات المسلحة السورية بما فعلته بريطانيا من قصف قوات نظام فيشي الذي تعاون مع ألمانيا النازية في الحرب العالمية الثانية.[114] أيد الزعيم المعارض يائير لابيد العملية العسكرية الإسرئيلية، لكنه عارض تصريح نتنياهو ووزير دفاعه بالقول بأن بشار الأسد سقط بفضل أفعال إسرائيل.[115]
- سوريا: أكَّد قائد هيئة تحرير الشام أحمد الشرع أن الأراضي السورية لن تستخدم للهجوم على إسرائيل، وقال «إننا ملتزمون باتفاق 1974 مع إسرائيل».[116] مضيفًا أن «حجة إسرائيل كانت وجود حزب الله والميليشيات الإيرانية، لذا فإن هذا التبرير قد انتهى. وسيتعين على إسرائيل، التي سيطرت على منطقة عازلة بعد سقوط الأسد الأسبوع الماضي، الانسحاب».[117]

### المنظمات الدولية
- الأمم المتحدة: انتقد المتحدث باسم الأمين العام للأمم المتحدة أنطونيو غوتيريش وستيفان دوجاريك، استيلاء إسرائيل الأخير على الأراضي، وقال إن هذه الخطوة تشكل "انتهاكًا" لاتفاقية فك الارتباط لعام 1974 بين إسرائيل وسوريا.[118] وفي 22 يناير 2025 اعتبر مبعوث الأمم المتحدة إلى سوريا غير بيدرسون التوغل الإسرائيلي داخل سوريا "أمرًا غير مقبول"، داعيًا إلى رفع العقوبات المفروضة على البلاد منذ زمن النظام السابق، وقال في تصريح صحفي من دمشق: «ما تقوم به القوات الإسرائيلية أمر غير مقبول، ولا عذر لها لتقوم بذلك».[119]
- جامعة الدول العربية: أدانت جامعة الدول العربية محاولات توسيع الاحتلال في هضبة الجولان أو إلغاء اتفاق فك الارتباط سنة 1974 من جانب واحد، وهي أفعال تنتهك القانون الدولي.[120] وفي 16 ديسمبر، أدان رئيس البرلمان العربي محمد اليماحي توسع الاحتلال الإسرائيلي في الاستيطان بالجولان السوري المحتل. وشدَّد في بيان صادر عن البرلمان العربي على أن هذه الجرائم تمثل انتهاكًا صارخًا للقانون الدولي وقرارات مجلس الأمن وتعديًا صارخًا على السيادة السورية وتهديدًا مباشرًا لوحدة وسلامة أراضيها.[121]
- منظمة التعاون الإسلامي: أدانت الأمانة العامة لمنظمة التعاون الإسلامي استمرار وتصاعد وتيرة العدوان الإسرائيلي الغاشم على الأراضي السورية من خلال الاستهداف العسكري للبنية التحتية وتوسيع الاحتلال غير الشرعي للمنطقة العازلة مع سوريا معتبرة ذلك انتهاكًا جسيمًا للقانون الدولي وقرارات الأمم المتحدة ذات الصلة.[122]
- مجلس التعاون الخليجي: قال الأمين العام لمجلس التعاون لدول الخليج العربية جاسم البديوي: «أن الهجمات الإسرائيلية المتكررة على الجمهورية العربية السورية الشقيقة وما قامت به قوات الاحتلال الإسرائيلي من احتلال للمنطقة العازلة على الحدود السورية وكذلك قرار الحكومة الإسرائيلية بالتوسع في بناء المستوطنات في الجولان السوري المحتل هو انتهاك صارخ للقوانين الدولية وقرارات مجلس الأمن واتفاق فض الاشتباك المبرم بين سوريا وإسرائيل (1974م)».[123]

### عربيًّا
- مصر: أكدت وزارة الخارجية المصرية في بيان لها أن ممارسات الاحتلال الإسرائيلية تنتهك وحدة وسلامة الأراضي السورية وتعد انتهازًا لحالة السيولة والفراغ فيها لاحتلال مزيد من أراضيها لفرض أمر واقع جديد على الأرض بما يخالف القانون الدولي.[124]
- قطر: أدانت وزارة الخارجية القطرية بشدَّة، استيلاءك الجيش الإسرائيلي على المنطقة العازلة مع سوريا، وقالت في بيان لها: «تدين قطر بشدة استيلاء الاحتلال الإسرائيلي على المنطقة العازلة مع سوريا والمواقع القيادية المجاورة لها، وتعتبره تطورًا خطيرًا واعتداءً صارخًا على سيادة ووحدة سوريا وانتهاكًا سافرًا للقانون الدولي».[125]
- العراق: أعربت وزارة الخارجية العراقية، عن إدانتها لـ "استيلاء الكيانِ الإسرائيليِّ على المنطقة العازلة مع سوريا"، مؤكدة انه "انتهاك صارخ للقانون الدولي"، وشدد على "أهميةِ احترامِ سيادةِ سوريا، والحفاظِ على استقرارِها ووحدتِها وسلامةِ أراضيها"، داعية إلى "ضرورةِ الامتناعِ عن أيِّ تدخلٍ في شؤونها الداخلية".[126]
- السعودية: أدانت وزارة الخارجية السعودية الغزو الإسرائيلي مشيرةً إلى أنه سيدمر فرص استعادة سوريا لأمنها واستقرارها ووحدة أراضيها.[127] وفي 15 ديسمبر، أعربت المملكة العربية السعودية عن إدانتها واستنكارها قرار حكومة الاحتلال الإسرائيلي بتوسيع عمليات الاستيطان في الجولان المحتلة ومواصلتها لتخريب فرص استعادة سوريا لأمنها واستقرارها.[128] وفي 26 ديسمبر، أدانت المملكة العربية السعودية انتهاكات الاحتلال الإسرائيلي في باحة المسجد الأقصى وجنوب سوريا.[129]
- الكويت: أعربت وزارة الخارجية الكويتية عن إدانة دولة الكويت واستنكارها الشديدين لقيام قوات الاحتلال الإسرائيلي باحتلال المنطقة العازلة على الحدود السورية في انتهاك صارخ للقوانين الدولية وقرارات مجلس الأمن والتي أكدت على ضرورة احترام سيادة سوريا واستقلالها ووحدة أراضيها وسلامتها الإقليمية.[130] وفي 16 ديسمبر، أعربت وزارة الخارجية عن إدانة دولة الكويت لقرار سلطات الاحتلال الإسرائيلي بالتوسع في الجولان المحتلة لما يشكله من انتهاك جسيم لميثاق الأمم المتحدة ومبادئ القانون الدولي وقرارات مجلس الأمن ذات الصلة.[131]
- الأردن: أدان نائب رئيس الوزراء ووزير الخارجية الأردني أيمن الصفدي دخول إسرائيل إلى أي قطعة من أرض سوريا، مؤكدًا أنها تنتهك القانون الدولي.[132]
- الإمارات العربية المتحدة: أدانت الإمارات العربية المتحدة بشدة استيلاء القوات الإسرائيلية على المنطقة العازلة في هضبة الجولان السورية مؤكدة حرصها على وحدة سوريا واستقلالها وسلامة أراضيها.[133]
- عُمان: أعربت وزارة الخارجية العمانية عن إدانتها واستنكارها الشديدين لإقدام قوات الاحتلال الإسرائيلي على استيلاء أجزاء جديدة من الأراضي السورية في المنطقة الحدودية العازلة واستمرار قصفها العسكري على مواقع في العاصمة دمشق ومناطق أخرى.[134]
- لبنان: أدان لبنان إقدام الاحتلال الإسرائيلي على استيلاء على المنطقة العازلة في الجولان السوري والأراضي المجاورة لها. واعتبرت وزارة الخارجية اللبنانية في بيان أن هذا الاحتلال يشكل اعتداءً إضافيًا على وحدة وسيادة سوريا وانتهاكًا صارخًا للقانون الدولي ولقرارات الشرعية الدولية وسط الظرف الدقيق الذي تمر به سوريا اليوم.[135]
- الجزائر: أدانت الجزائر بشدة الهجمات الإسرائيلية على منشآت وأراضٍ سورية، ودعت المجتمع الدولي لاتخاذ موقف موحد لحفظ وحدة وسلامة الأراضي السورية.[136]

### دوليًّا
- إيران: أدانت وزارة الخارجية الإيرانية الغزو الإسرائيلي لسوريا، وقال الممثل الرسمي للوزارة إسماعيل بقائي في بيان: «إن إيران تدين الغزو العسكري للنظام الصهيوني على الأراضي السورية في الوقت الذي يواجه فيه الشعب السوري التغييرات الناجمة عن تغير النظام»، ووصف الغزو الإسرائيلي بأنه انتهاك صارخ لميثاق الأمم المتحدة ودعا مجلس الأمن الدولي لاتخاذ إجراءات فورية لوقف العدوان ومحاسبة نظام الاحتلال.[137]
- تركيا: أدانت وزارة الخارجية التركية بشدة توغل الاحتلال الإسرائيلي في الأراضي السورية الذي ينتهك اتفاقية فك الاشتباك الموقعة عام 1974، وأكدت الوزارة في بيان دعمها لسيادة سوريا ووحدتها السياسية وسلامة أراضيها مبينًا أن في هذه الفترة الحساسة التي ظهرت فيها إمكانية تحقيق السلام الذي ظل الشعب السوري يتوق إليه منذ سنوات عديدة، يظهر الاحتلال الإسرائيلي مرة أخرى عقليته الاحتلالية.[138] في أبريل 2025، ذكر وزير الخارجية حقان فيدان أن بلاده تجري محادث فنية مع إسرائيل لخفض التوتر عند الحاجة، تزامن ذلك مع تصريح بنيامين نتنياهو بمعارضته إقامة تركيا قواع عسكرية في سوريا.[139]
- باكستان: أدانت باكستان بشدة العدوان الإسرائيلي على سوريا وتقدم القوات الإسرائيلية داخل الأراضي السورية. واعتبرت وزارة الخارجية الباكستانية في بيان: «أن هذا الإجراء يمثل اعتداءً على سوريا وسلامة أراضيها ويشكل انتهاكًا خطيرًا للقانون الدولي».[140]
- ماليزيا: أدانت ماليزيا بشدة قرار الاحتلال الإسرائيلي توسيع المستوطنات غير الشرعية في هضبة الجولان المحتلة وكذلك استهداف قواته عبر غارات جوية مواقع مختلفة من الأراضي السورية معتبرة ذلك انتهاكًا صارخًا لسيادة سوريا وسلامة أراضيها. وقالت وزارة الخارجية الماليزية[الإنجليزية] في بيان: «إن غارات الاحتلال الجوية التي تستهدف مواقع مختلفة في الأراضي السورية تشكل خرقًا واضحًا للمبادئ الأساسية لميثاق الأمم المتحدة والقانون الدولي».[141]
- الولايات المتحدة: قال المتحدث باسم وزارة الخارجية ماثيو ميلر إن "كل دولة لها الحق في اتخاذ إجراءات ضد المنظمات الإرهابية، وأعتقد أن كل دولة ستشعر بالقلق إزاء الفراغ المحتمل الذي قد تملأه المنظمات الإرهابية على حدودها"، مشيرا إلى أن التوغل الإسرائيلي "هو إجراء مؤقت اتخذوه ردا على إجراءات الجيش السوري للانسحاب من تلك المنطقة".[إنج 27]
- فرنسا: في 11 ديسمبر، دعت وزارة الخارجية إسرائيل إلى الانسحاب من المنطقة العازلة في هضبة الجولان، واحترام سيادة كامل أراضي سوريا، كما ذكرت أن كل انتشار هناك هو انتهاك لاتفاقية فض الاشتباك.[142]
- ألمانيا: دعت الحكومة الألمانية الاحتلال الإسرائيلي إلى التخلي عن خطط ترمي من خلالها إلى مضاعفة أعداد المستوطنين في مرتفعات الجولان المحتلة. وقال المتحدث باسم وزارة الخارجية الألمانية كريستيان فاغنر: «إن الحديث يدور بوضوح عن منطقة تابعة لسوريا ولكنها تخضع لسيطرة الاحتلال الإسرائيلي وبالتالي تعتبر قوة محتلة في هذه المنطقة وذلك بموجب القانون الدولي».[143]
- النمسا: انتقد وزير الخارجية النمساوي ألكسندر شالنبيرغ سياسات الاحتلال الإسرائيلي في الأراضي السورية المحتلة واصفًا إياها بأنها "غير حكيمة" وتتعارض مع القانون الدولي. وأعرب عن رفض النمسا لدعوة الاحتلال الإسرائيلي لمضاعفة عدد المستوطنين في هضبة الجولان السورية المحتلة.[144]

### الجماعات المسلحة
- أنصار الله الحوثيون: أدان الحوثيون الاعتداءات الإسرائيلية على سوريا وأصدروا بيانا قالوا فيه "نتابع بقلق بالغ العدوان الإسرائيلي الغادر على سوريا واحتلال مناطق وقرى جديدة وتكثيف غاراته.[145]
- حركة الجهاد الإسلامي في فلسطين: نددت حركة الجهاد الإسلامي بـ «العدوان الإسرائيلي على سوريا» وأكدت أنه "اعتداء صريح على الشعب السوري وإرادته واستغلال للأوضاع لأهداف توسعية" وأن "توسيع إسرائيل احتلالها للأراضي السورية وغاراتها يثبت أنها العدو الحقيقي لشعوب أمتنا".[146]
- حماس: أدانت حركة حماس أشد العبارات على الاعتداءات المتكررة التي يقوم بها الجيش الإسرائيلي على الأراضي السورية، ورفضت بشكل قاطع أي أطماع أو مخططات صهيونية تستهدف سوريا.[147]
- حزب الله: أدان الغزو وقال أنّ «الجرائم المتمادية التي يرتكبها الاحتلال الإسرائيلي على الأراضي السورية سواء باحتلال المزيد من الأراضي في مرتفعات الجولان أو ضرب وتدمير القدرات الدفاعية للدولة السورية تمثّل عدوانًا سافرًا وانتهاكًا وقحًا لسيادة الدولة والشعب السوريين وتشكّل إمعانًا في زعزعة استقرار هذا البلد الشقيق» وأنه «يأتي مع استمرار عدوان الاحتلال على لبنان وخروقاته اليومية واعتداءاته على غزة ما يجعل الشعوب أمام خطر محدق يؤكّد وحدة مسارها وضرورة رفض هذا العدوان ومواجهته».[148]

## الملاحظات
1. ↑  القرى التي غزتها إسرائيل على طول الحدود والتي كانت تحت غرفة العمليات الجنوبية
2. ↑  اقتصرت الغارات الإسرائيلية على مواقع الجيش العربي السوري المهجورة على الحدود. ومع ذلك، أدت الغارات الإسرائيلية التي استهدفت منشآت الجيش السوري إلى مقتل أفراد من المعارضة كانوا في المنشآت بعد انهيار الحكومة البعثية
3. ↑  التمشيط هي عملية عسكرية أو أمنية تقوم على التفتيش الدقيق والتلقائي للمنطقة بكل تضاريسها ومنشآتها، بحثًا عن مطلوبين أو أسلحة أو ذخائر أو معدات يستخدمونها أو منتوجات أو بضائع يُخشى وقوعها في أيدي أشخاص خارجين على القانون.[31]

#### عربية
1. 1 2  "مصادر محلية في القنيطرة: دخول دوريات إسرائيلية إلى مدينة خان أرنبة مركز محافظة القنيطرة". آر تي. مؤرشف من الأصل في 2024-12-08. اطلع عليه بتاريخ 2024-12-08.
2. 1 2  "عملية «سهم الباشان»... جيش إسرائيل ينشر لقطات لتدمير أسلحة استراتيجية في سوريا". الشرق الأوسط. 10 ديسمبر 2024 (9 جمادى الآخرة 1446هـ). مؤرشف من الأصل في 14 ديسمبر 2024. اطلع عليه بتاريخ 11 ديسمبر 2024. {{استشهاد ويب}}: تحقق من التاريخ في: |تاريخ= (مساعدة)
3. ↑  "إسرائيل تعلن تدميرها الأسطول البحري السوري". سي إن إن عربية. 10 ديسمبر 2024. مؤرشف من الأصل في 2024-12-11. اطلع عليه بتاريخ 2024-12-10.
4. ↑  "البحرية الإسرائيلية تنفذ عملية واسعة النطاق لتدمير أسطول الجيش السوري". آي 24 نيوز. 10 ديسمبر 2024. مؤرشف من الأصل في 2025-05-04. اطلع عليه بتاريخ 2024-12-11.
5. ↑  "المقاومة السورية تعلن بدء عملياتها ضد الاحتلال الإسرائيلي". قناة العالم الإخبارية. 1 فبراير 2025. مؤرشف من الأصل في 2025-05-15. اطلع عليه بتاريخ 2025-02-07.
6. ↑  "وسط تصعيد ميداني.. قوات إسرائيلية تتوغل في ريف القنيطرة وتقتل شاباً وتعتقل العديد من المدنيين". المرصد السوري لحقوق الإنسان. 8 ديسمبر 2024. اطلع عليه بتاريخ 2024-12-14.
7. ↑  "إسرائيل تتوغل في الجولان وتحتل أراض سورية بعد ساعات من سقوط نظام الأسد". الشرق نيوز. 8 ديسمبر 2024. مؤرشف من الأصل في 2024-12-09. اطلع عليه بتاريخ 2024-12-14.
8. ↑  "الجيش الإسرائيلي يتوغل بريا في سوريا ويقصف مواقع عسكرية". الجزيرة نت. 9 ديسمبر 2024. مؤرشف من الأصل في 2024-12-13. اطلع عليه بتاريخ 2024-12-14.
9. ↑  "إسرائيل تتوغل برا بالمنطقة العازلة مع سوريا وتهاجم أهدافا بقنابل ثقيلة". وكالة أنباء الأناضول. 9 ديسمبر 2024. مؤرشف من الأصل في 2024-12-26. اطلع عليه بتاريخ 2024-12-14.
10. ↑  "قصف إسرائيلي على تل أيوبا في ريف القنيطرة الأوسط بسوريا". دار الهلال. مؤرشف من الأصل في 2024-12-09. اطلع عليه بتاريخ 2024-12-08.
11. ↑  "لماذا هاجمت إسرائيل سوريا في هذا التوقيت؟". الجزيرة نت. 11 ديسمبر 2024. مؤرشف من الأصل في 2025-05-14. اطلع عليه بتاريخ 2024-12-28.
12. ↑  "عملية "سهم باشان" الإسرائيلية.. تهديد الاستقرار السوري ومخاطر مواجهة مفتوحة". TRT عربي. 19 ديسمبر 2024. مؤرشف من الأصل في 2025-05-10. اطلع عليه بتاريخ 2024-12-28.
13. ↑  "الاحتلال يطلق اسم «سهم باشان» على عملية تدمير الجيش السوري.. ما سر هذه التسمية؟". قناة الغد. 11 ديسمبر 2024. مؤرشف من الأصل في 2025-01-23. اطلع عليه بتاريخ 2024-12-28.
14. ↑  ""انهيار" اتفاق فض الاشتباك في الجولان.. ماذا يعني تصريح نتانياهو؟". الحرة. 8 ديسمبر 2024. مؤرشف من الأصل في 2024-12-08. اطلع عليه بتاريخ 2024-12-10.
15. ↑  "صور أقمار صناعية تظهر أنشطة إسرائيلية في المنطقة العازلة مع سوريا". سي إن إن. 13 نوفمبر 2024. مؤرشف من الأصل في 2024-11-14. اطلع عليه بتاريخ 2024-12-10.
16. ↑  حسن، هانى (8 ديسمبر 2024). "إعلام عبري: وزير الشتات الإسرائيلي يدعو لاحتلال قمة جبل الشيخ في سوريا". الوطن. مؤرشف من الأصل في 2024-12-08. اطلع عليه بتاريخ 2024-12-10.
17. ↑  "نتنياهو يوجه تحذيرات للإدارة السورية الجديدة". الجزيرة. 23 فبراير 2025. مؤرشف من الأصل في 2025-03-02. اطلع عليه بتاريخ 2025-02-23.
18. ↑  Beatrice Farhat (6 ديسمبر 2024). "تقدم للمتمردين السوريين، الأردن يغلق الحدود مع الأسد يخسر الأرض: ما الذي يجب أن تعرفه". www.al-monitor.com. مؤرشف من الأصل في 2024-12-09. اطلع عليه بتاريخ 2024-12-09.
19. ↑  "القوات "الإسرائيلية" تصل إلى وسط مدينة البعث في القنيطرة | سياسة | وكالة أنباء سرايا الإخبارية - حرية سقفها السماء". sarayanews.com. مؤرشف من الأصل في 2024-12-08. اطلع عليه بتاريخ 2024-12-08.
20. ↑  "مصادر محلية في القنيطرة: دخول دوريات إسرائيلية إلى مدينة خان أرنبة مركز محافظة القنيطرة". آر تي. 8 ديسمبر 2024. مؤرشف من الأصل في 2024-12-08.
21. ↑  الشرق (8 ديسمبر 2024). "إعلام موال لفصائل المعارضة المسلحة: الجيش الإسرائيلي يدخل مدينة البعث | الشرق للأخبار". Asharq News. مؤرشف من الأصل في 2024-12-11. اطلع عليه بتاريخ 2024-12-09.
22. ↑  "للمرة الأولى منذ العام 1974: الجيش الإسرائيلي يستولي على المنطقة العازلة بالجولان السوري". فرانس 24 / France 24. 9 ديسمبر 2024. مؤرشف من الأصل في 2024-12-11. اطلع عليه بتاريخ 2024-12-09.
23. ↑  "جيش الاحتلال يقتحم القنيطرة السورية وحظر تجوال في 5 بلدات (فيديو)". web.archive.org. 11 ديسمبر 2024. اطلع عليه بتاريخ 2024-12-23.
24. ↑  "مصدر للعربية: روسيا سلمت لإسرائيل موقعين في ريف درعا". العربية. 8 ديسمبر 2024. مؤرشف من الأصل في 2024-12-09. اطلع عليه بتاريخ 2024-12-09.
25. ↑  "دبابات إسرائيلية تصل إلى محافظة القنيطرة". عنب بلدي. 10 ديسمبر 2024. مؤرشف من الأصل في 2024-12-12. اطلع عليه بتاريخ 2024-12-11.
26. ↑  "إسرائيل تهاجم 250 هدفا في سوريا وتوسع سيطرتها بريا". الجزيرة.نت. 10 ديسمبر 2024. مؤرشف من الأصل في 2024-12-10. اطلع عليه بتاريخ 2024-12-11.
27. ↑  "قواتها في المنطقة العازلة.. هكذا إسرائيل أطاحت بفض الاشتباك". العربية. 10 ديسمبر 2024. مؤرشف من الأصل في 2025-05-05. اطلع عليه بتاريخ 2024-12-11.
28. ↑  "إسرائيل تقيم منطقة عازلة جنوب سوريا وتدمر الأسطول البحري". عرب تايم. 10 ديسمبر 2024. مؤرشف من الأصل في 2024-12-11. اطلع عليه بتاريخ 2024-12-11.
29. ↑  "وزير الدفاع الإسرائيلي يأمر الجيش بإنشاء منطقة دفاع جنوب سوريا". بوابة الشروق. 10 ديسمبر 2024. مؤرشف من الأصل في 2024-12-11. اطلع عليه بتاريخ 2024-12-11.
30. ↑  "الجيش الإسرائيلي يعلن إستلائه على عدة دبابات سورية (فيديو)". ليبانون ديبايت. 11 ديسمبر 2024. مؤرشف من الأصل في 2024-12-12. اطلع عليه بتاريخ 2024-12-11.
31. ↑  "عمليات التمشيط.. المسح العسكري". الجزيرة.نت. 22 يونيو 2016. مؤرشف من الأصل في 2024-05-16. اطلع عليه بتاريخ 2024-12-12.
32. ↑  "بعد توغلها بجنود وآليات عسكرية.. القوات الإسرائيلية تجبر الأهالي على إخلاء منازلهم في بلدتين بريف القنيطرة". المرصد السوري لحقوق الإنسان. 12 ديسمبر 2024. اطلع عليه بتاريخ 2024-12-12.
33. ↑  "القوات الإسرائيلية تجتمع مع وجهاء بمحافظة درعا". إرم نيوز. 13 ديسمبر 2024. مؤرشف من الأصل في 2024-12-13. اطلع عليه بتاريخ 2024-12-13.
34. ↑  "الاحتلال يطالب سكان ريف درعا الجنوبي بضرورة إخلاء مناطقهم". صدى البلد. 13 ديسمبر 2024. مؤرشف من الأصل في 2024-12-13. اطلع عليه بتاريخ 2024-12-13.
35. ↑  "إسرائيل تقر خطة لتوسيع المستوطنات في الجولان السوري.. ما هي أهمية المنطقة الاستراتيجية؟". سي إن بي سي عربية. 15 ديسمبر 2024. مؤرشف من الأصل في 2024-12-15. اطلع عليه بتاريخ 2024-12-15.
36. ↑  "تَوَغُل إسرائيلي جديد واستباحة برية وانتهاك للأراضي السورية". المرصد السوري لحقوق الإنسان. 17 ديسمبر 2024. اطلع عليه بتاريخ 2024-12-17.
37. ↑  "نتنياهو يعقد اجتماعا بجبل الشيخ وكاتس يتحدث عن أهميته لإسرائيل". الجزيرة.نت. 17 ديسمبر 2024. مؤرشف من الأصل في 2024-12-17. اطلع عليه بتاريخ 2024-12-18.
38. ↑  "نتنياهو: القوات الإسرائيلية ستحتل منطقة عازلة داخل سوريا في المستقبل المنظور". الشرق الأوسط. 17 ديسمبر 2024 (16 جمادى الآخرة 1446هـ). مؤرشف من الأصل في 2024-12-18. اطلع عليه بتاريخ 18 ديسمبر 2024. {{استشهاد ويب}}: تحقق من التاريخ في: |تاريخ= (مساعدة)
39. ↑  "الأمم المتحدة: القوات الإسرائيلية تنتهك اتفاق فض الاشتباك وتؤثر على عمل حفظة السلام في الجولان". الأمم المتحدة. 17 ديسمبر 2024. مؤرشف من الأصل في 2024-12-18. اطلع عليه بتاريخ 2024-12-19.
40. ↑  "تقرير: سكان قرية سورية قرب الجولان يتهمون إسرائيل بمنعهم من دخول حقولهم". جريدة الشرق الأوسط. 19 ديسمبر 2024 (18 جمادى الآخرة 1446هـ). مؤرشف من الأصل في 2024-12-26. اطلع عليه بتاريخ 20 ديسمبر 2024. {{استشهاد ويب}}: تحقق من التاريخ في: |تاريخ= (مساعدة)
41. ↑  "احتجاجات تطالب بانسحاب الاحتلال الإسرائيلي وإصابة شاب برصاص الاحتلال في درعا". جريدة الأنباء الكويتية. الجمعة 20 ديسمبر 2024. مؤرشف من الأصل في 2025-05-15. اطلع عليه بتاريخ 20 ديسمبر 2024. {{استشهاد ويب}}: تحقق من التاريخ في: |تاريخ= (مساعدة)
42. ↑  "الجيش الإسرائيلي يعتقل شخصين في جنوب سوريا". آر تي. 21 ديسمبر 2024. مؤرشف من الأصل في 2024-12-21. اطلع عليه بتاريخ 2024-12-21.
43. ↑  "إسرائيل تمهل سكاناً في القنيطرة بسوريا ساعتين لتسليم أسلحتهم". قناة العربية. 22 ديسمبر 2024. مؤرشف من الأصل في 2025-05-06. اطلع عليه بتاريخ 2024-12-22.
44. ↑  "جيش الاحتلال الإسرائيلي يتوغل داخل مدينة البعث في القنيطرة". تلفزيون سوريا. 22 ديسمبر 2024. مؤرشف من الأصل في 2025-05-15. اطلع عليه بتاريخ 2024-12-22.
45. ↑  "48 ساعة لتسليم سلاحهم.. مهلة إسرائيلية جديدة لأهالي القنيطرة". العربية. 24 ديسمبر 2024. مؤرشف من الأصل في 2025-05-05. اطلع عليه بتاريخ 2024-12-25.
46. ↑  "العربية ترصد توغل قوات إسرائيلية في قرية السويسة بريف القنيطرة". العربية. 25 ديسمبر 2024. مؤرشف من الأصل في 2025-05-06. اطلع عليه بتاريخ 2024-12-25.
47. ↑  "سوريا.. إصابة 4 متظاهرين بنيران الجيش الإسرائيلي في القنيطرة (فيديو + صور)". آر تي. 25 ديسمبر 2024. اطلع عليه بتاريخ 2024-12-25.
48. ↑  "الجيش الإسرائيلي: قواتنا أطلقت النار تجاه سوريين اقتربوا من منطقة انتشارها جنوب البلاد". المصري اليوم. الأربعاء 25 ديسمبر 2024. مؤرشف من الأصل في 2025-05-15. اطلع عليه بتاريخ 25 ديسمبر 2024. {{استشهاد ويب}}: تحقق من التاريخ في: |تاريخ= (مساعدة)
49. ↑  "جيش الاحتلال يقتحم مدينة البعث في القنيطرة ويطرد موظفين من الدوائر الحكومية". تلفزيون سوريا. 30 ديسمبر 2024. مؤرشف من الأصل في 2025-05-15. اطلع عليه بتاريخ 2024-12-30.
50. ↑  "إسرائيل تتوغل في القنيطرة.. وتطرد موظفين من مدينة البعث". العربية. 30 ديسمبر 2024. مؤرشف من الأصل في 2025-05-06. اطلع عليه بتاريخ 2024-12-30.
51. ↑  "إسرائيل تسيطر على سد المنطرة جنوب غرب سوريا". الشروق. 2 يناير 2025. مؤرشف من الأصل في 2025-01-03. اطلع عليه بتاريخ 2025-01-03.
52. ↑  "توغل إسرائيلي جديد جنوبي القنيطرة وسط عمليات تفتيش وتجريف للمزارع". تلفزيون سوريا. 8 يناير 2025. مؤرشف من الأصل في 2025-05-03. اطلع عليه بتاريخ 2025-01-09.
53. ↑  "إعلام عبري: إسرائيل تعتزم إنشاء منطقة سيطرة في سوريا بطول 15 كيلومترا". تلفزيون سوريا. 10 يناير 2025. مؤرشف من الأصل في 2025-05-10. اطلع عليه بتاريخ 2025-01-11.
54. ↑  "إسرائيل تريد الاحتفاظ بمجالي «سيطرة» و«نفوذ» في عمق سوريا". الشرق الأوسط. 10 يناير 2025 (11 رجب 1446هـ). مؤرشف من الأصل في 2025-02-19. اطلع عليه بتاريخ 11 يناير 2025. {{استشهاد ويب}}: تحقق من التاريخ في: |تاريخ= (مساعدة)
55. ↑  "إسرائيل توسع توغلها في القنيطرة بسوريا .. وتستعد لإنشاء منطقة نفوذ تصل لـ60 كلم". قناة النيل الإخبارية. 11 يناير 2025. مؤرشف من الأصل في 2025-01-17. اطلع عليه بتاريخ 2025-01-13.
56. ↑  "بعد تقدمها نحو مواقع استراتيجية.. إسرائيل تعزز تواجدها في جبل الشيخ وتنشئ مهبطا للطيران المروحي". المرصد السوري لحقوق الإنسان. 29 يناير 2025. اطلع عليه بتاريخ 2025-01-30.
57. ↑  "«المرصد السوري»: إسرائيل تعزز وجودها في جبل الشيخ بريف دمشق وتنشئ مهبطاً لطائرات الهليكوبتر". الشرق الأوسط. 29 يناير 2025. مؤرشف من الأصل في 2025-02-01. اطلع عليه بتاريخ 2025-01-31.
58. ↑  "الجيش الإسرائيلي: إطلاق النار في المنطقة العازلة بسوريا". الغد. 31 يناير 2025. مؤرشف من الأصل في 2025-02-22. اطلع عليه بتاريخ 2025-01-03.
59. ↑  "مجموعة تحت اسم "جبهة المقاومة الإسلامية في سوريا" تتبنى في بيان متداول استهداف الجيش الإسرائيلي في القنيطرة". النشرة. 31 يناير 2025. مؤرشف من الأصل في 2025-02-23. اطلع عليه بتاريخ 2025-02-04.
60. ↑  "إسرائيل تنسحب من مواقع في سوريا". الجزيرة. 3 فبراير 2025. مؤرشف من الأصل في 2025-02-23. اطلع عليه بتاريخ 2025-02-03.
61. ↑  "سوريا.. توغل إسرائيلي مفاجئ في قرية عين النورية بالقنيطرة". الشروق. 9 فبراير 2025. مؤرشف من الأصل في 2025-02-10. اطلع عليه بتاريخ 2025-02-09.
62. ↑  "الجيش الإسرائيلي يعتقل سوريين جنوب سوريا". الجزيرة. 12 يونيو 2025. مؤرشف من الأصل في 2025-06-22. اطلع عليه بتاريخ 2025-06-18.
63. ↑  "سوريا.. مقتل شاب برصاص الجيش الإسرائيلي في بلدة بيت جن جنوب البلاد". آر تي. 12 يونيو 2025. مؤرشف من الأصل في 2025-06-12. اطلع عليه بتاريخ 2025-06-22.
64. ↑  "الجيش الإسرائيلي يعلن اعتقال "خلية" بجنوب سوريا "تُحركها إيران"". الجزيرة. 2 يوليو 2025. مؤرشف من الأصل في 2025-07-02. اطلع عليه بتاريخ 2025-07-02.
65. ↑  "أنباء عن إنزال جوي إسرائيلي قرب دمشق وتوغل في درعا". الجزيرة. 4 يوليو 2025. مؤرشف من الأصل في 2025-07-07. اطلع عليه بتاريخ 2025-07-06.
66. ↑  "جيش الاحتلال يعلن اعتقال خلية تابعة لفيلق القدس الإيراني جنوب سوريا". الشروق. 7 يوليو 2025. مؤرشف من الأصل في 2025-07-08. اطلع عليه بتاريخ 2025-07-09.
67. ↑  "الجيش الإسرائيلي يعلن العثور على 3 أطنان أسلحة في جبل الشيخ السوري (صور+ فيديو)". آر تي. 13 يوليو 2025. مؤرشف من الأصل في 2025-07-13. اطلع عليه بتاريخ 2025-07-13.
68. ↑  "قصف إسرائيلي على تل أيوبا في ريف القنيطرة الأوسط بسوريا". دار الهلال. مؤرشف من الأصل في 2024-12-09. اطلع عليه بتاريخ 2024-12-09.
69. ↑  "الطيران الحربي الإسرائيلي يشن غارات جوية على منطقة مطار المزة العسكري ومحيط قرية بجبل الشيخ | المرصد السوري لحقوق الإنسان". المرصد السوري لحقوق الإنسان. 8 ديسمبر 2024. اطلع عليه بتاريخ 2024-12-09.
70. ↑  "غارات جوية عنيفة للاحتلال الإسرائيلي على درعا جنوب سوريا". وكالة البوصلة الاخبارية. 9 ديسمبر 2024. مؤرشف من الأصل في 2024-12-09. اطلع عليه بتاريخ 2024-12-09.
71. ↑  السوري، المرصد (9 ديسمبر 2024). "إسرائيل تواصل تدمير أسلحة سوريا وأسطولها البحري.. غارات جديدة تستهدف اللاذقية ودمشق | المرصد السوري لحقوق الإنسان". اطلع عليه بتاريخ 2024-12-09.
72. ↑  "إعلام إسرائيلي: سلاح الجو دمّر الجيش السوري في عملية ضخمة من مئات الهجمات". الميادين. 10 ديسمبر 2024. مؤرشف من الأصل في 2024-12-10. اطلع عليه بتاريخ 2024-12-10.
73. ↑  "إسرائيل: بقاء سورية موحدة غير واقعي". جريدة الجريدة الكويتية. 9 ديسمبر 2024. مؤرشف من الأصل في 2024-12-09. اطلع عليه بتاريخ 2024-12-10.
74. ↑  نصر المجالي (10 ديسمبر 2024). "إسرائيل تدمر الأسطول البحري السوري". إيلاف. مؤرشف من الأصل في 2024-12-11. اطلع عليه بتاريخ 2024-12-11.
75. ↑  "أكثر من 300 غارة إسرائيلية على سوريا منذ سقوط الأسد". الشرق الأوسط. 10 ديسمبر 2024. مؤرشف من الأصل في 2024-12-15. اطلع عليه بتاريخ 2024-12-11.
76. ↑  "الاحتلال يكشف ما دمّره من مقدرات سوريا الاستراتيجية خلال يومين.. وهذه نتيجة عدوانه". الميادين. 11 ديسمبر 2024. مؤرشف من الأصل في 2024-12-11. اطلع عليه بتاريخ 2024-12-11.
77. ↑  "إسرائيل نفذت "أكبر حملة جوية في تاريخها" في سوريا وتقارير عن وصول قواتها إلى ريف دمشق". مونت كارلو الدولية. 10 ديسمبر 2024. مؤرشف من الأصل في 2025-05-04. اطلع عليه بتاريخ 2024-12-11.
78. ↑  وليد النوفل (10 ديسمبر 2024). "بعد تدمير ترسانة سوريا العسكرية: هل يرسم التوغل الإسرائيلي حدوداً جديدة؟". سوريا على طول. مؤرشف من الأصل في 2024-12-10. اطلع عليه بتاريخ 2024-12-11.
79. ↑  عبد الرحمن أبو الغيط وعائشة سيد أحمد (15 ديسمبر 2024). "سوريا ما بعد الأسد .. غارات بمحيط العاصمة والمبعوث الأممي يصل دمشق". الجزيرة.نت. مؤرشف من الأصل في 2024-12-14. اطلع عليه بتاريخ 2024-12-15.
80. ↑  "إسرائيل تشن المزيد من الغارات الجوية على أنفاق ومستودعات صواريخ لجيش النظام السابق في ريف دمشق". المرصد السوري لحقوق الإنسان. 15 ديسمبر 2024. مؤرشف من الأصل في 2024-12-16. اطلع عليه بتاريخ 2024-12-15.
81. ↑  أمين حبلا وغنى الخطيب وعائشة سيد أحمد وعبير الموسى (16 ديسمبر 2024). "سوريا بعد الأسد مباشر.. زيارات دولية إلى دمشق وإسرائيل تقصف مستودع أسلحة بطرطوس". الجزيرة.نت. مؤرشف من الأصل في 2024-12-16. اطلع عليه بتاريخ 2024-12-17.
82. 1 2  "توغل إسرائيلي جديد في جنوب سوريا". آر تي. 17 ديسمبر 2024. مؤرشف من الأصل في 2024-12-19. اطلع عليه بتاريخ 2024-12-17.
83. ↑  "سوريا.. قتلى وجرحى بانفجار بريف دمشق إثر قصف إسرائيلي". آر تي. 29 ديسمبر 2024. مؤرشف من الأصل في 2024-12-29. اطلع عليه بتاريخ 2024-12-29.
84. ↑  "سوريا.. انفجارات قوية تهز ريف دمشق الغربي وقصف إسرائيلي لتل الشحم العسكري". صدى البلد. 02 يناير 2025. مؤرشف من الأصل في 2025-05-15. اطلع عليه بتاريخ 2025-01-03.
85. ↑  "غارة إسرائيليّة على موقع تل الشحم العسكري". إم تي في اللبنانية. 2 يناير 2025. مؤرشف من الأصل في 2025-05-15. اطلع عليه بتاريخ 2025-01-03.
86. ↑  "المرصد السوري: غارات "إسرائيلية" تستهدف مواقع عسكرية جنوب حلب". الحرة. 03 يناير 2025. مؤرشف من الأصل في 2025-05-16. اطلع عليه بتاريخ 2025-01-03.
87. ↑  "شظايا صواريخ متناثرة.. كيف بدت آثار القصف الإسرائيلي جنوب حلب؟". العربي. 4 يناير 2025. مؤرشف من الأصل في 2025-01-18. اطلع عليه بتاريخ 2025-01-04.
88. ↑  "الطيران الإسرائيلي يستهدف رتلا لإدارة العمليات العسكرية في القنيطرة". آر تي. 15 يناير 2025. مؤرشف من الأصل في 2025-01-15. اطلع عليه بتاريخ 2025-01-16.
89. ↑  "غارة إسرائيلية تستهدف رتلاً عسكرياً في درعا تسفر عن مقتل مختار قرية وعناصر أمنية". تلفزيون سوريا. 15 يناير 2025. مؤرشف من الأصل في 2025-05-03. اطلع عليه بتاريخ 2025-01-16.
90. ↑  "إسرائيل تشن غارتين على مواقع لحماس وحزب الله في سوريا ولبنان". الغد. 9 فبراير 2025. مؤرشف من الأصل في 2025-02-22. اطلع عليه بتاريخ 2025-02-09.
91. ↑  "إسرائيل تقصف 3 دبابات في سعسع جنوبي سوريا". الجزيرة. 19 فبراير 2025. مؤرشف من الأصل في 2025-02-19. اطلع عليه بتاريخ 2025-02-21.
92. ↑  "غارات إسرائيلية على جنوب دمشق ودرعا". مؤرشف من الأصل في 2025-05-06.
93. ↑  "سوريا.. غارات إسرائيلية تستهدف محيط مدينة طرطوس". الشرق. مؤرشف من الأصل في 2025-03-04. اطلع عليه بتاريخ 2025-03-05.
94. ↑  "قصف إسرائيلي على مواقع للجيش السوري في درعا". الجزيرة. 11 مارس 2025. مؤرشف من الأصل في 2025-03-11. اطلع عليه بتاريخ 2025-03-11.
95. ↑  "إسرائيل تقصف مكتبا للجهاد الإسلامي في دمشق وإصابة مدنيين". الجزيرة. 13 مارس 2025. مؤرشف من الأصل في 2025-03-15. اطلع عليه بتاريخ 2025-03-15.
96. 1 2  "تجدد الغارات الإسرائيلية على جنوب سوريا، والمرصد السوري يوثق "توغل مشاة" في ريف درعا الغربي". بي بي سي. 18 مارس 2025. مؤرشف من الأصل في 2025-03-19. اطلع عليه بتاريخ 2025-03-19.
97. ↑  "الجيش الإسرائيلي يقصف قاعدتين عسكريتين وسط سوريا". الجزيرة. 22 مارس 2025. مؤرشف من الأصل في 2025-03-22. اطلع عليه بتاريخ 2025-03-24.
98. ↑  "الجيش الإسرائيلي يعلن قصف قاعدتين عسكريتين وسط سوريا". بي بي سي. 25 مارس 2025. مؤرشف من الأصل في 2025-03-25. اطلع عليه بتاريخ 2025-03-25.
99. ↑  "غارات إسرائيلية تستهدف محيط الميناء الأبيض في اللاذقية السورية (فيديو)". الجزيرة مباشر. 27 مارس 2025. مؤرشف من الأصل في 2025-03-28. اطلع عليه بتاريخ 2025-03-29.
100. ↑  "غارات إسرائيلية تستهدف دمشق وحماة وريف حمص". الجزيرة. 2 أبريل 2025. مؤرشف من الأصل في 2025-04-04. اطلع عليه بتاريخ 2025-04-02.
101. ↑  "تدخلا بشؤون سوريا.. إسرائيل تنفذ عملية "تحذيرية" في دمشق". شبكة فلسطين الإخبارية. 30 أبريل 2025. مؤرشف من الأصل في 2025-05-01. اطلع عليه بتاريخ 2025-04-03.
102. ↑  "بعد هجوم إسرائيلي على القصر الرئاسي في دمشق.. كاتس يوجّه رسالة للشرع". القدس العربي. 2 مايو 2025. مؤرشف من الأصل في 2025-05-15. اطلع عليه بتاريخ 2025-05-02.
103. ↑  "إسرائيل تصعد هجماتها بعد استهداف القصر الرئاسي.. غارات جديدة على عدة مناطق سورية". الشرق للأخبار. 3 مايو 2025. مؤرشف من الأصل في 2025-05-03. اطلع عليه بتاريخ 2025-05-02.
104. ↑  "قتيل وجرحى في أول غارات إسرائيلية على الساحل السوري منذ شهر، وواشنطن تقول إن أزمة سوريا وإسرائيل "قابلة للحل"". بي بي سي. 31 مايو 2025. مؤرشف من الأصل في 2025-06-04. اطلع عليه بتاريخ 2025-05-31.
105. ↑  "غارات إسرائيلية على سوريا ودمشق تشكك بإطلاق صواريخ تجاه الجولان". الجزيرة. 4 يونيو 2025. مؤرشف من الأصل في 2025-06-03. اطلع عليه بتاريخ 2025-06-08.
106. ↑  "الجيش الإسرائيلي يعلن استهداف عدة دبابات في السويداء جنوبي سوريا". الغد. 14 يوليو 2025. اطلع عليه بتاريخ 2025-07-14.
107. ↑  "سوريا.. طيران الاحتلال الإسرائيلي يستهدف بلدتي المزرعة وكناكر بريف السويداء". القاهرة الإخبارية. 14 يوليو 2025. اطلع عليه بتاريخ 2025-07-14.
108. 1 2  "إسرائيل تقصف دمشق وترسل تعزيزات للجولان". الجزيرة. 16 يوليو 2025. مؤرشف من الأصل في 2025-07-16. اطلع عليه بتاريخ 2025-07-16.
109. ↑  "نتنياهو يؤكد إستراتيجية إسرائيل القائمة على "القوة" لتكريس هيمنتها الإقليمية". الجزيرة. 18 يوليو 2025. مؤرشف من الأصل في 2025-07-18. اطلع عليه بتاريخ 2025-07-18.
110. ↑  "جيش الاحتلال يشن غارات جوية متزامنة جنوب سوريا.. ويتحدث عن مصادرة أسلحة". تي آر تي جلوبال. 3 أغسطس 2025. اطلع عليه بتاريخ 2025-08-04.
111. ↑  "إسرائيل تستهدف مقرا أمنيا في محافظة القنيطرة جنوبي سوريا". القدس العربي. 8 أغسطس 2025. اطلع عليه بتاريخ 2025-08-08.
112. ↑  "وزير خارجية إسرائيل يشترط الاحتفاظ بالجولان للتطبيع مع سوريا". الجزيرة. 28 يونيو 2025. مؤرشف من الأصل في 2025-06-28. اطلع عليه بتاريخ 2025-06-29.
113. ↑  "ماذا بعد لقاء باريس بين دمشق وإسرائيل؟". الجزيرة. 29 يوليو 2025. مؤرشف من الأصل في 2025-07-29. اطلع عليه بتاريخ 2025-07-29.
114. ↑  "صحيفة إسرائيلية: نتنياهو يريد علاقات مع النظام الجديد ويحذر من إيران". شبكة بلدي. 10 ديسمبر 2024. مؤرشف من الأصل في 2024-12-11. اطلع عليه بتاريخ 2024-12-10.
115. ↑  "رئيس المعارضة الإسرائيلية: سلوك نتنياهو إزاء سوريا خطير وغير مسؤول". الشرق للأخبار. 10 ديسمبر 2024. مؤرشف من الأصل في 2025-03-15. اطلع عليه بتاريخ 2025-03-11.
116. ↑  "الشرع: الأراضي السورية لن تستخدم للهجوم على إسرائيل". العربية. 17 ديسمبر 2024. مؤرشف من الأصل في 2025-05-06. اطلع عليه بتاريخ 2024-12-17.
117. ↑  بسام رمضان (16 ديسمبر 2024). "الجولاني يطالب بإنهاء الضربات الإسرائيلية على سوريا". المصري اليوم. مؤرشف من الأصل في 2024-12-19. اطلع عليه بتاريخ 2024-12-17.
118. ↑  "قطر والسعودية والعراق تدين استيلاء إسرائيل "الخطير" على الأراضي في سوريا | أخبار الحرب السورية". وكالة نيوز. مؤرشف من الأصل في 2024-12-14. اطلع عليه بتاريخ 2024-12-10.
119. ↑  "بيدرسون يدين التوغل الإسرائيلي.. أوروبا تأمل تخفيف العقوبات عن سوريا". التلفزيون العربي. 22 يناير 2025. مؤرشف من الأصل في 2025-05-06. اطلع عليه بتاريخ 2025-01-22.
120. ↑  "الجامعة العربية تعلق على أحداث سوريا". آر تي. 8 ديسمبر 2024. مؤرشف من الأصل في 2024-12-08.
121. ↑  "البرلمان العربي يدين توسع الاحتلال الإسرائيلي في الاستيطان بالجولان السوري". وكالة الأنباء الكويتية. 16 ديسمبر 2024. مؤرشف من الأصل في 2024-12-31. اطلع عليه بتاريخ 2024-12-23.
122. ↑  "منظمة التعاون الإسلامي تدين استمرار العدوان الإسرائيلي على سوريا". وكالة الأنباء الكويتية. 10 ديسمبر 2024. مؤرشف من الأصل في 2024-12-12. اطلع عليه بتاريخ 2024-12-11.
123. ↑  "الأمين العام لمجلس التعاون: الاجتماع الوزاري الخليجي الاستثنائي في الكويت يؤكد دعم الأشقاء في سوريا ولبنان". وكالة الأنباء الكويتية. 26 ديسمبر 2024. مؤرشف من الأصل في 2024-12-28. اطلع عليه بتاريخ 2024-12-26.
124. ↑  "كونا : مصر تدين استيلاء الاحتلال الإسرائيلي على المنطقة العازلة مع سوريا - الشؤون السياسية - 09/12/2024". www.kuna.net.kw. مؤرشف من الأصل في 2024-12-11. اطلع عليه بتاريخ 2024-12-09.
125. ↑  الشرق (9 ديسمبر 2024). "قطر تدين استيلاء إسرائيل على المنطقة العازلة مع سوريا | الشرق للأخبار". Asharq News. مؤرشف من الأصل في 2024-12-11. اطلع عليه بتاريخ 2024-12-09.
126. ↑  "العراق يدين "استيلاء" إسرائيل على المنطقة العازلة مع سوريا". www.rudawarabia.net. مؤرشف من الأصل في 2024-12-03. اطلع عليه بتاريخ 2024-12-09.
127. ↑  واس (9 ديسمبر 2024). ""الخارجية": استيلاء الاحتلال الإسرائيلي على المنطقة العازلة بالجولان واستهدافه الأراضي السورية يؤكدان استمراره في انتهاك القانون الدولي". صحيفة سبق الالكترونية. مؤرشف من الأصل في 2024-12-09. اطلع عليه بتاريخ 2024-12-09.
128. ↑  "السعودية تدين قرار حكومة الاحتلال الإسرائيلي بتوسيع الاستيطان في الجولان المحتلة". وكالة الأنباء الكويتية. 15 ديسمبر 2024. مؤرشف من الأصل في 2024-12-28. اطلع عليه بتاريخ 2024-12-17.
129. ↑  "السعودية تدين استمرار انتهاكات الاحتلال الإسرائيلي في المسجد الأقصى وسوريا". وكالة الأنباء الكويتية. 26 ديسمبر 2024. مؤرشف من الأصل في 2025-01-23. اطلع عليه بتاريخ 2024-12-27.
130. ↑  "دولة الكويت تدين وتستنكر بشدة قيام قوات الاحتلال الإسرائيلي باحتلال المنطقة العازلة على الحدود السورية". وكالة الأنباء الكويتية. 9 ديسمبر 2024. مؤرشف من الأصل في 2024-12-11. اطلع عليه بتاريخ 2024-12-11.
131. ↑  "دولة الكويت تدين قرار سلطات الاحتلال الإسرائيلي بالتوسع في الجولان المحتلة". وكالة الأنباء الكويتية. 16 ديسمبر 2024. مؤرشف من الأصل في 2024-12-17. اطلع عليه بتاريخ 2024-12-17.
132. ↑  "الأردن يدين احتلال إسرائيل أراض سورية". بوابة الشروق. 9 ديسمبر 2024. مؤرشف من الأصل في 2024-12-11. اطلع عليه بتاريخ 2024-12-10.
133. ↑  "الإمارات تدين بشدة استيلاء الاحتلال الإسرائيلي على المنطقة العازلة في الجولان السوري". وكالة الأنباء الكويتية. 10 ديسمبر 2024. مؤرشف من الأصل في 2024-12-11. اطلع عليه بتاريخ 2024-12-11.
134. ↑  "سلطنة عمان تدين استيلاء الاحتلال الإسرائيلي لأراض في المنطقة العازلة مع سوريا". وكالة الأنباء الكويتية. 10 ديسمبر 2024. مؤرشف من الأصل في 2024-12-11. اطلع عليه بتاريخ 2024-12-11.
135. ↑  "لبنان يدين استيلاء الاحتلال الإسرائيلي على المنطقة العازلة في (الجولان) السوري". وكالة الأنباء الكويتية. 11 ديسمبر 2024. مؤرشف من الأصل في 2024-12-11. اطلع عليه بتاريخ 2024-12-12.
136. ↑  Abusaif، Mosab (11 ديسمبر 2024). "الجزائر تستنكر اعتداءات إسرائيل على منشآت وأراضي سوريا". القدس العربي. مؤرشف من الأصل في 2025-05-04. اطلع عليه بتاريخ 2024-12-17.
137. ↑  "إيران تدعو مجلس الأمن الدولي إلى "منع إسرائيل من احتلال الأراضي السورية"". آر تي. 9 ديسمبر 2024. مؤرشف من الأصل في 2024-12-14. اطلع عليه بتاريخ 2024-12-10.
138. ↑  "تركيا تدين بشدة توغل الاحتلال الإسرائيلي في الأراضي السورية". وكالة الأنباء الكويتية. 10 ديسمبر 2024. مؤرشف من الأصل في 2024-12-11. اطلع عليه بتاريخ 2024-12-11.
139. ↑  "تركيا: نجري محادثات فنية مع إسرائيل لخفض التوتر في سوريا". الشرق. 9 أبريل 2025. مؤرشف من الأصل في 2025-04-09. اطلع عليه بتاريخ 2025-04-10.
140. ↑  "باكستان تدين بشدة تقدم القوات الإسرائيلية داخل الأراضي السورية". اليوم السابع. 10 ديسمبر 2024. مؤرشف من الأصل في 2024-12-14. اطلع عليه بتاريخ 2024-12-11.
141. ↑  "ماليزيا تدين توسع الاحتلال في المستوطنات غير الشرعية واستهدافه الأراضي السورية". وكالة الأنباء الكويتية. 17 ديسمبر 2024. مؤرشف من الأصل في 2024-12-17. اطلع عليه بتاريخ 2024-12-17.
142. ↑  "فرنسا تدعو إسرائيل إلى الانسحاب من المنطقة العازلة في جنوب سورية". الوسط. 11 ديسمبر 2024. مؤرشف من الأصل في 2024-12-11. اطلع عليه بتاريخ 2024-12-11.
143. ↑  "ألمانيا تدعو الاحتلال الإسرائيلي الى "التخلي" عن خطط مضاعفة أعداد المستوطنين في الجولان". وكالة الأنباء الكويتية. 16 ديسمبر 2024. مؤرشف من الأصل في 2024-12-19. اطلع عليه بتاريخ 2024-12-17.
144. ↑  "وزير الخارجية النمساوي يدعو إلى نهج "عملي" جديد تجاه سوريا". وكالة الأنباء الكويتية. 19 ديسمبر 2024. مؤرشف من الأصل في 2024-12-27. اطلع عليه بتاريخ 2024-12-19.
145. ↑  "حركة "أنصار الله": التصعيد الإسرائيلي قد يتجاوز سوريا إلى دول المنطقة". الميادين. 8 ديسمبر 2024. مؤرشف من الأصل في 2024-12-08. اطلع عليه بتاريخ 2024-12-09.
146. ↑  "حركة الجهاد: عدوان إسرائيل اعتداء صريح على الشعب السوري واستغلال للأوضاع". الجزيرة. 9 ديسمبر 2024. مؤرشف من الأصل في 2024-12-14. اطلع عليه بتاريخ 2024-12-09.
147. ↑  "حماس تبارك للشعب السوري نجاح الثورة وتدين الاعتداءات الإسرائيلية". شبكة الساعة الإخبارية. 9 ديسمبر 2024. مؤرشف من الأصل في 2024-12-11. اطلع عليه بتاريخ 2024-12-09.
148. ↑  "مؤكداً وقوفه إلى جانب سوريا وشعبها ووحدة أراضيها.. حزب الله يدين العدوان الإسرائيلي". الميادين. 10 ديسمبر 2024. مؤرشف من الأصل في 2024-12-10. اطلع عليه بتاريخ 2024-12-10.

#### عبرية
1. 1 2 3 4 5  "מבט מבפנים - כך פועלים 4 צוותי הקרב החטיבתיים בסוריה". موقع الجيش الإسرائيلي (بالعبرية). 11 ديسمبر 2024. مؤرشف من الأصل في 2025-05-15. اطلع عليه بتاريخ 2024-12-23.
2. ↑  "תיעודים ראשונים מכניסת לוחמי הצנחנים לסוריה". موقع الجيش الإسرائيلي (بالعبرية). 9 ديسمبر 2024. مؤرشف من الأصل في 2025-05-15. اطلع عليه بتاريخ 2024-12-23.
3. ↑  "מבצע 'חץ הבשן' - הפרטים והנתונים נחשפים". موقع الجيش الإسرائيلي (بالعبرية). 10 ديسمبر 2024. مؤرشف من الأصل في 2025-05-10. اطلع عليه بتاريخ 2024-12-21.
4. 1 2  "דיווחים פלשתיניים: חילופי אש בין מנגנוני הביטחון של הרש"פ לבין מחבלים במחנה הפליטים ג'נין". www.israelhayom.co.il (بالعبرية). مؤرشف من الأصل في 2024-12-10. اطلع عليه بتاريخ 2024-12-09.

#### إنجليزية
1. ↑  "Israeli army begins plan to destroy Syrian Navy after near destruction of Syrian Air Force: Amal Shehadeh". LBCIV7 (بالإنجليزية). 10 Dec 2024. Archived from the original on 2024-12-10. Retrieved 2024-12-11.
2. ↑  Yoav Zitun (15 Dec 2024). "IDF officers hold first talks with Syrian leaders in Golan". واي نت (بالإنجليزية). Archived from the original on 2025-05-05. Retrieved 2024-12-30.
3. ↑  "IDF Temporarily Seizes Control of Syrian Side of Mount Hermon As Regime Falls". CrownHeights.info - Chabad News, Crown Heights News, Lubavitch News (بالإنجليزية). 8 Dec 2024. Archived from the original on 2024-12-10. Retrieved 2024-12-08.
4. ↑  "IDF troops in Syria find part of Israeli helicopter that crashed in 1974". تايمز إسرائيل (بالإنجليزية الأمريكية). 23 Dec 2024. Archived from the original on 2025-03-25. Retrieved 2024-12-26.
5. ↑  "Israeli warships destroyed Syrian fleet, defense minister Katz confirms". تايمز إسرائيل (بالإنجليزية الأمريكية). 10 Dec 2024. Archived from the original on 2025-05-04. Retrieved 2024-12-26.
6. ↑  وليد النوفل (10 Dec 2024). "'Decades to rebuild': Israel grabs land and wipes out Syria's arsenal". سوريا على طول (بالإنجليزية الأمريكية). Archived from the original on 2024-12-13. Retrieved 2024-12-14.
7. ↑  "The Resilient People Expel the Occupation and Open the Way for the Army: 22 Martyrs and 124 Injured / President of the Republic: The Triumph of Justice Berri: With You, We Prevail Raad: You Are Nasrallah's Testament". جريدة البناء | Al-binaa Newspaper (بالإنجليزية). Archived from the original on 2025-02-13. Retrieved 2025-02-07.
8. ↑  "Islamic Resistance Front in Syria declares its existence". VOICE OF FREEDOM OF SOUTH AZERBAIJAN (بالإنجليزية). Archived from the original on 2025-05-15. Retrieved 2025-02-07.
9. ↑  "IDF opens fire on armed group in Syrian Golan, pro-Assad group claims responsibility". The Jerusalem Post | JPost.com (بالإنجليزية). 31 Jan 2025. Archived from the original on 2025-04-14. Retrieved 2025-02-07.
10. ↑  McKernan, Bethan (8 Dec 2024). "Hezbollah's war with Israel left the Assad regime fatally exposed". The Guardian (بالإنجليزية البريطانية). ISSN:0261-3077. Archived from the original on 2024-12-08. Retrieved 2024-12-08.
11. ↑  إيمانويل فابيان (9 Dec 2024). "Israel reportedly strikes Syria's Latakia port, targeting Assad regime's naval assets". تايمز إسرائيل (بالإنجليزية الأمريكية). Archived from the original on 2024-12-09. Retrieved 2024-12-14.
12. ↑  Quillen, Faras Ghani,Edna Mohamed,Lyndal Rowlands,Ali Harb,Maziar Motamedi,Umut Uras,Stephen. "Syria war updates: Opposition takes Damascus, al-Assad flees". Al Jazeera (بالإنجليزية). Archived from the original on 2024-12-08. Retrieved 2024-12-10.{{استشهاد ويب}}:  صيانة الاستشهاد: أسماء متعددة: قائمة المؤلفين (link)
13. ↑  Quillen, Faras Ghani,Edna Mohamed,Lyndal Rowlands,Ali Harb,Maziar Motamedi,Umut Uras,Stephen. "Syria war updates: Opposition takes Damascus, al-Assad flees". Al Jazeera (بالإنجليزية). Archived from the original on 2024-12-08. Retrieved 2024-12-08.{{استشهاد ويب}}:  صيانة الاستشهاد: أسماء متعددة: قائمة المؤلفين (link)
14. ↑  Badie, Dina (25 Mar 2019). "Why Trump's recognition of the Golan Heights as Israeli territory matters". The Conversation (بالإنجليزية الأمريكية). Archived from the original on 2024-08-08. Retrieved 2024-12-10.
15. ↑  "Israel set to double settlements in Golan Heights – DW – 12/26/2021". dw.com (بالإنجليزية). Archived from the original on 2024-11-05. Retrieved 2024-12-10.
16. ↑  Nadeen Ebrahim (14 Nov 2024). "UN sounds alarm at Israel's 'severe violations' at key buffer zone with Syria". سي إن إن (بالإنجليزية). Archived from the original on 2024-12-08. Retrieved 2024-12-10.
17. ↑  Krever, Mick (8 Dec 2024). "Israel watches Syria with trepidation as 50 years of detente is upended". CNN (بالإنجليزية). Archived from the original on 2024-12-08. Retrieved 2024-12-10.
18. ↑  Presse, AFP-Agence France. "Israel Army Says Assisting UN Force In 'Repelling Attack' In Syria". www.barrons.com (بالإنجليزية الأمريكية). Archived from the original on 2024-12-08. Retrieved 2024-12-09.
19. ↑  الجزيرة الإنجليزية. "Israeli forces destroy streets, water networks in Syria's Quneitra". يوتيوب. مؤرشف من الأصل في 2025-01-01. اطلع عليه بتاريخ 2024-12-15.
20. ↑  Eichner, Itamar (17 Dec 2024). "Netanyahu visits Syrian side of Mount Hermon: Israel will remain 'until another arrangement is found'". Ynetnews (بالإنجليزية). Archived from the original on 2024-12-17. Retrieved 2024-12-18.
21. ↑  Eichner, Itamar (9 Jan 2025). "Israel plans to set zone of control in Syria amid new regime worries". Ynetnews (بالإنجليزية). Archived from the original on 2025-01-15. Retrieved 2025-01-11.
22. ↑  EMANUEL FABIAN (15 Jan 2025). "IDF says troops operating in Syria have captured over 3,300 weapons, including 2 tanks". تايمز إسرائيل (بالإنجليزية). Archived from the original on 2025-03-02. Retrieved 2025-01-15.
23. ↑  Ronen Bergman, Aaron Boxerman, Matthew Mpoke Bigg, Ephrat Livni (8 Dec 2024). "Israeli Ground Forces Cross into Syria, Officials Say". نيويورك تايمز (بالإنجليزية). Archived from the original on 2024-12-14.{{استشهاد ويب}}:  صيانة الاستشهاد: أسماء متعددة: قائمة المؤلفين (link)
24. ↑  Lawther, Fran; Luscombe, Richard; Bryant, Tom; Belam, Martin; Lamb, Kate; Luscombe, Fran Lawther (now); Richard; Lamb (earlier), Kate (9 Dec 2024). "Military strikes in Syria 'limited and temporary', Israel tells UN security council – Middle East crisis live". the Guardian (بالإنجليزية البريطانية). ISSN:0261-3077. Archived from the original on 2024-12-09. Retrieved 2024-12-09.{{استشهاد بخبر}}:  صيانة الاستشهاد: أسماء متعددة: قائمة المؤلفين (link)
25. ↑  Ravid, Barak (8 Dec 2024). "Israel captures Syrian territory after Assad regime collapse". Axios (بالإنجليزية). Archived from the original on 2024-12-09. Retrieved 2024-12-09.
26. ↑  Krever, Mick (8 Dec 2024). "Israel watches Syria with trepidation as 50 years of detente is upended". CNN (بالإنجليزية). Archived from the original on 2024-12-08. Retrieved 2024-12-09.
27. ↑  Presse, AFP-Agence France. "Israel Incursion Into Syria Must Be 'Temporary': US". barrons (بالإنجليزية الأمريكية). Archived from the original on 2024-12-10. Retrieved 2024-12-10.